# Saison 2011-2012 du Paris Saint-Germain
Maillots
Chronologie
Saison précédente Saison suivante
La saison 2011-2012 du Paris Saint-Germain est la 38e saison consécutive du club de la capitale en première division. Cette saison est marquée par l'arrivée du fonds d'investissement qatari QSI (Qatar Sports Investments), filiale de QIA, qui devient l'actionnaire majoritaire du club avec 70 % puis 100 % des parts et succède donc aux anciens actionnaires de Colony Capital. Robin Leproux est révoqué de sa fonction de président et remplacé par un président intérimaire, Benoît Rousseau, ancien directeur financier du club, puis à partir du 4 novembre 2011 par Nasser Al-Khelaïfi, homme d'affaires qatari et ami du prince héritier Tamim ben Hamad Al Thani, dirigeant de QSI.
L'équipe est entraînée depuis 2009 par Antoine Kombouaré. Il est remplacé à mi-saison par l'italien Carlo Ancelotti. L'équipe change considérablement avec de nombreux départs et de nombreuses arrivées. En tout, près de 100 millions d'euros sont investis dans le club de la capitale.
Pourtant champion d'automne à mi-saison, le Paris SG finit vice-champion de France, derrière le Montpellier HSC. Il assure tout de même une place en Ligue des champions pour la saison suivante. En coupe, le club atteint les quarts de finale de la coupe de France, les huitièmes de finale de la coupe de la Ligue et ne passe pas la phase de groupes de la Ligue Europa.

## Avant-saison

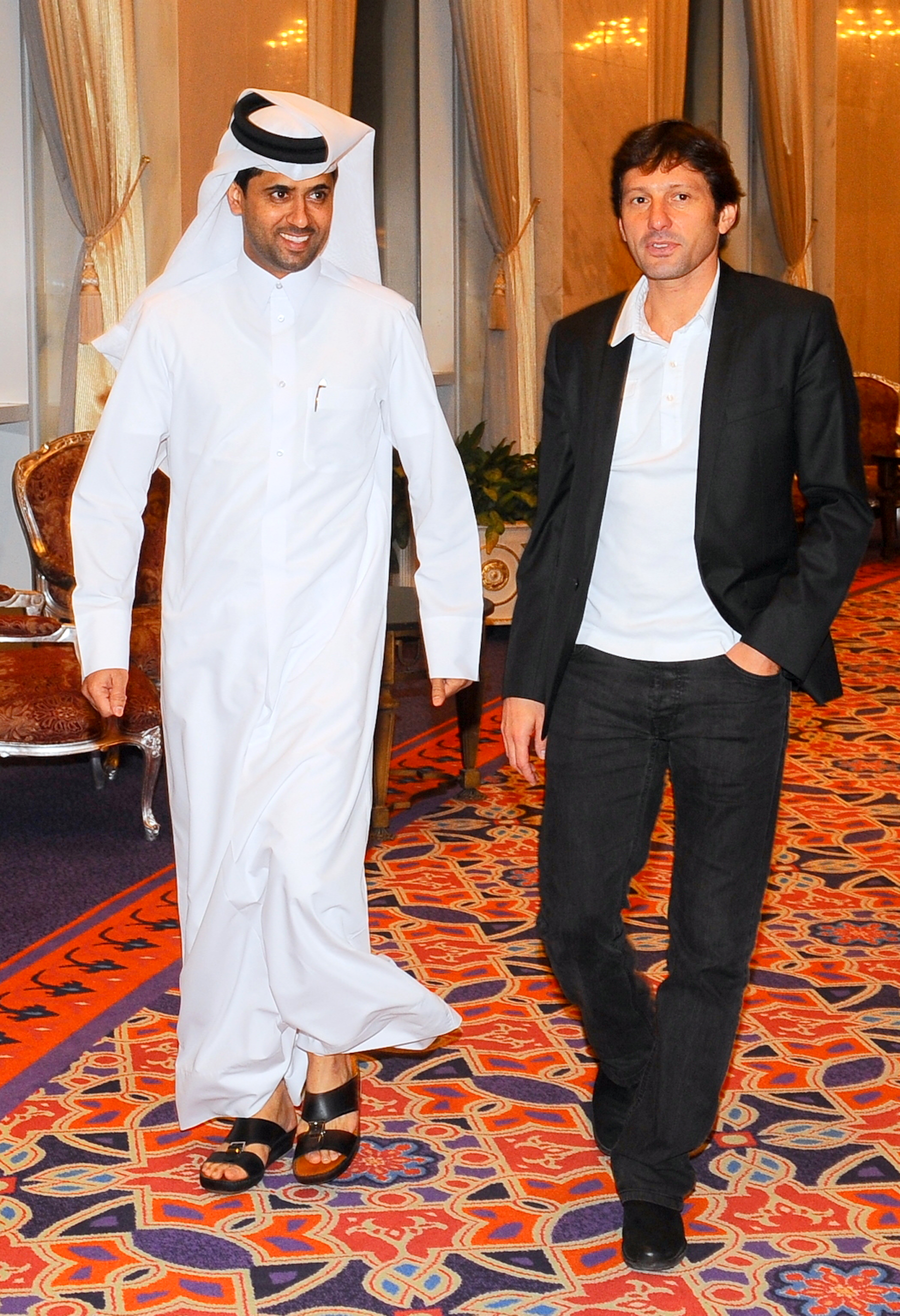
Nasser Al-Khelaïfi et Leonardo.

Le Paris Saint-Germain, quatrième la saison passée, est en ce début de saison pressenti pour être racheté par un fonds d'investissement qatari. Claude Makelele, le capitaine de l'équipe, et Grégory Coupet, alors âgés de 38 ans, prennent leur retraite sportive. Christophe Jallet prolonge pour 2 ans, le liant au club jusqu'en 2015. Apoula Edel, Ludovic Giuly, Florian Makhedjouf et Sammy Traoré ne prolongent pas leur contrat. Le PSG recrute le gardien du Stade rennais en fin de contrat, Nicolas Douchez, pour trois saisons. Il est suivi deux jours plus tard par l'attaquant du FC Lorient Kevin Gameiro, second meilleur buteur du championnat de la saison passée, pour quatre ans et 11 millions d'euros plus divers bonus.
Colony Capital cède 70 % des parts du capital du club Qatar Sports Investments, dirigé par un certain Nasser Al-Khelaïfi, pour 50 millions d'euros le 30 juin. Le 13 juillet, le président du club Robin Leproux est remercié et l'intérim est assurée par Benoît Rousseau, déjà passé par le PSG entre 1996 et 1998 lorsqu'il était directeur financier. Leonardo l'entraîneur brésilien de l'Inter Milan et joueur parisien entre 1996 et 1997, est désigné directeur sportif. Nasser Al-Khelaïfi, le président de QSI, devient président du conseil de surveillance du PSG.
Younousse Sankharé est transféré au Dijon FCO, où il évoluait déjà en prêt lors de la saison 2010-2011, pour un million d'euros. Il est suivi de Tripy Makonda qui signe en faveur du Stade brestois pour un demi-million d'euros. Le 25 juillet, Jérémy Clément quitte la capitale pour l'AS Saint-Étienne. Le même jour, Blaise Matuidi, Jérémy Ménez et Milan Biševac signent à Paris, tous pour trois ans de contrat,. Paris recrute ensuite deux joueurs de Serie A, le gardien italien de l'US Palerme Salvatore Sirigu pour 4 ans et 3,5 d'euros, et le milieu défensif malien de la Juventus Mohamed Sissoko pour 3 ans et 7 millions d'euros. Le club dépense 42,8 millions d'euros pour acquérir l'international argentin Javier Pastore de l'US Palerme pour cinq ans, une somme record pour le championnat français,. Un jour avant la fermeture du mercato, le PSG officialise l'arrivée de sa neuvième et dernière recrue obtenue pour 3 ans et 3,5 millions d'euros, le défenseur central Diego Lugano, capitaine de l'Uruguay et joueur du Fenerbahçe. Jean-Eudes Maurice est prêté au RC Lens, et Granddi Ngoyi au FC Nantes. Le club fait signer un contrat professionnel de 3 ans aux jeunes Loïck Landre (19 ans), Jean-Christophe Bahebeck (18 ans) et Neeskens Kebano (19 ans), issus du centre de formation.
En tout près de 90 millions d'euros est dépensée dans les transferts, pour des gains allant autour de 3 millions.
| Nom                      | Nationalité | Transfert                               | Provenance/Destination | Division            |
| ------------------------ | ----------- | --------------------------------------- | ---------------------- | ------------------- |
| Arrivées                 |             |                                         |                        |                     |
| Nicolas Douchez          | France      | Fin de contrat                          | Stade rennais          | Ligue 1             |
| Kevin Gameiro            | France      | Transfert (11 millions d'euros + bonus) | FC Lorient             | Ligue 1             |
| Blaise Matuidi           | France      | Transfert (10 millions d'euros)         | AS Saint-Étienne       | Ligue 1             |
| Jérémy Ménez             | France      | Transfert (8 millions d'euros)          | AS Rome                | Serie A             |
| Milan Biševac            | Serbie      | Transfert (3,5 millions d'euros)        | Valenciennes FC        | Ligue 1             |
| Mohamed Sissoko          | Mali        | Transfert (7 millions d'euros)          | Juventus FC            | Serie A             |
| Salvatore Sirigu         | Italie      | Transfert (3,5 millions d'euros)        | US Palerme             | Serie A             |
| Javier Pastore           | Argentine   | Transfert (42,8 millions d'euros)       | US Palerme             | Serie A             |
| Diego Lugano             | Uruguay     | Transfert (3,5 millions d'euros)        | Fenerbahçe             | Spor toto Süper Lig |
| Loïck Landre             | France      | Premier contrat professionnel           | Paris Saint-Germain B  | CFA                 |
| Jean-Christophe Bahebeck | France      | Premier contrat professionnel           | Paris Saint-Germain B  | CFA                 |
| Neeskens Kebano          | France      | Premier contrat professionnel           | Paris Saint-Germain B  | CFA                 |
| Loris Arnaud             | France      | Fin du prêt                             | Angers SCO             | Ligue 2             |
| Granddi Ngoyi            | France      | Fin du prêt                             | Stade brestois 29      | Ligue 1             |
| Départs                  |             |                                         |                        |                     |
| Younousse Sankharé       | France      | Transfert (1 million d'euros)           | Dijon FCO              | Ligue 1             |
| Tripy Makonda            | France      | Transfert (500 000 €)                   | Stade brestois 29      | Ligue 1             |
| Jérémy Clément           | France      | Transfert (1,8 million d'euros)         | AS Saint-Étienne       | Ligue 1             |
| Claude Makelele          | France      | Fin de contrat                          | Retraite               |                     |
| Grégory Coupet           | France      | Fin de contrat                          | Retraite               |                     |
| Sammy Traoré             | Mali        | Fin de contrat                          | Retraite               |                     |
| Florian Makhedjouf       | Algérie     | Fin de contrat                          | CS Sedan               | Ligue 2             |
| Apoula Edel              | Arménie     | Fin de contrat                          | Hapoël Tel Aviv        | Ligat Toto          |
| Ludovic Giuly            | France      | Fin de contrat                          | AS Monaco              | Ligue 2             |
| Jean-Eudes Maurice       | Haïti       | Prêt                                    | RC Lens                | Ligue 2             |
| Granddi Ngoyi            | France      | Prêt                                    | FC Nantes              | Ligue 2             |

### Préparation d'avant-saison

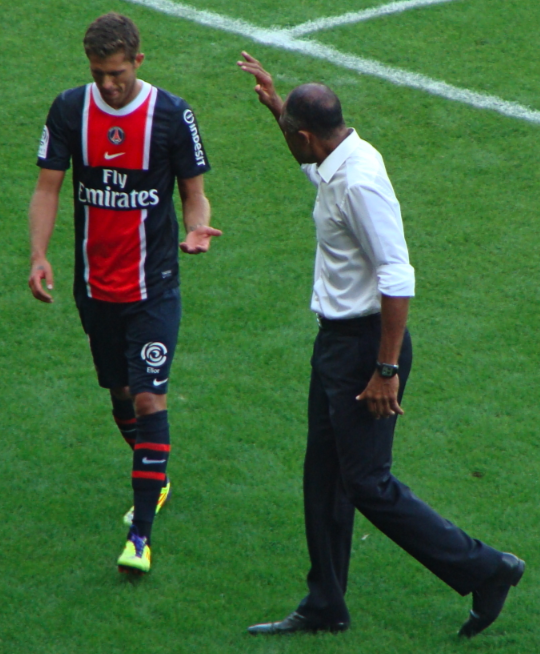
Jérémy Ménez félicité par Antoine Kombouaré.

Le PSG joue son tout premier match de préparation le 9 juillet au centre sportif du Mouret contre un club suisse, le FC Sion. Le PSG perd sur le score de trois buts à deux, une défaite allégée par les deux buts parisiens marqués dans les cinq dernières minutes.
Le 14 juillet, les Parisiens arrivent à Faro, au Portugal pour un stage de préparation, le Trophée Guadiana. Un match contre le Benfica Lisbonne et un autre contre le club belge d'Anderlecht sont joués à l'Estádio Algarve.
Le premier match contre le Benfica est une défaite, trois buts à un. Le 16 juillet, les Parisiens jouent leur second match à Faro, contre Anderlecht, qui eux, disputent leur sixième match de préparation. Kevin Gameiro ouvre le score durant la première période mais l'adversaire égalise durant la seconde.
Le 17 juillet, les joueurs rejoignent la ville d'Albufeira, toujours au Portugal, où ils jouent un match face à l'équipe anglaise de Brighton & Hove Albion, le 20 juillet. Les Parisiens commencent le match particulièrement tendus, l'entraîneur des Seagulls, Gustavo Poyet, est d'ailleurs expulsé du terrain. Nenê marque l'unique but du match.
Le 26 juillet, le Paris Saint-Germain joue contre l'AS Rome et le FC Wacker Innsbruck en Autriche dans le cadre du Tournoi d'Innsbruck, tournoi triangulaire. Les matchs ne durent que 45 minutes chacun. Le PSG entre bien dans le match face aux Autrichiens et ouvre le score dans les premières minutes avec un but de Kevin Gameiro, permettant au club de décrocher une victoire. Le deuxième match, joué contre l'AS Roma, est remporté par le Paris SG trois buts à zéro grâce à un doublé de Hoarau et un but de Gameiro. Les quatre buts du tournoi sont marqués grâce à des passes décisives de Nenê.
| Rang | Équipe             | Pts | J | G | N | P | Bp | Bc | Diff |
| ---- | ------------------ | --- | - | - | - | - | -- | -- | ---- |
| 1    | New York Red Bulls | 4   | 2 | 1 | 1 | 0 | 2  | 1  | +1   |
| 2    | Paris SG           | 3   | 2 | 1 | 0 | 1 | 3  | 1  | +2   |
| 3    | Arsenal FC         | 2   | 2 | 0 | 2 | 0 | 3  | 3  | 0    |
| 4    | CA Boca Juniors    | 1   | 2 | 0 | 1 | 1 | 2  | 5  | -3   |

Organisée par le club d'Arsenal, l'Emirates Cup est une compétition de football amicale se disputant chaque année durant l'été sur deux jours à l'Emirates Stadium. Le PSG joue pour la troisième fois cette compétition. Le 30 juillet, les Parisiens jouent contre le club new-yorkais des Red Bulls de New York. Le Paris SG est mené d'un but à zéro dès la première mi-temps, une réalisation de l'Estonien Joel Lindpere. Les Parisiens finissent sur cette défaite. Le 31 juillet, le PSG joue contre les Argentins du Boca Juniors. Le match commence bien pour les Parisiens avec l'ouverture du score de Jean-Eudes Maurice à la huitième minute sur un corner de Nenê, puis un deuxième but marqué par Hoarau sur un centre de Maurice. Marcos Ceará, revenant d'une blessure, marque sur un coup franc dix minutes avant la pause. Le match finit sur le score de trois à zéro permettant aux Parisiens de remporter trois points pour l'Emirates Cup. Finalement, ce sont les New York Red Bulls qui remportent la compétition.

## Compétitions

### Championnat
La saison 2011-2012 de Ligue 1 est la soixante-treizième édition du championnat de France de football et la dixième sous l'appellation « Ligue 1 ». La division oppose vingt clubs en une série de trente-huit rencontres. Les meilleurs de ce championnat se qualifient pour les coupes d'Europe que sont la Ligue des Champions (le podium) et la Ligue Europa (le quatrième et les vainqueurs des coupes nationales). Le Paris Saint-Germain participe à cette compétition pour la trente-neuvième fois de son histoire et la trente-huitième depuis la saison 1974-1975.
Les favoris des bookmakers pour le titre en fin de saison sont le Paris Saint-Germain, et l'Olympique lyonnais toujours présent bien qu'amoindri depuis deux ans, tandis que le Lille OSC, champions de France en titre, et l'Olympique de Marseille, son dauphin, sont les principaux outsiders. Publié par le quotidien Le Monde, sur la base des contributions envoyées par leurs lecteurs, la liste des favoris si elle reste identique et légèrement modifié, puisque la majorité voient l'Olympique de Marseille comme champion, devant le Paris SG. 
Les relégués de la saison précédente, l'AS Monaco, le RC Lens et l'AC Arles-Avignon, sont remplacés par l'Évian Thonon Gaillard FC, champion de Ligue 2 en 2010-2011 et qui atteint pour la première fois l'élite du football français, l'AC Ajaccio, de retour en première division après cinq ans d'absence, et le Dijon FCO pour qui il s'agit également d'une première.

#### Journées 1 à 4 - Un mois d'août en demi-teinte
Le Paris Saint-Germain commence officiellement sa saison le 6 août 2011 à domicile face au FC Lorient. Avant que le match ne débute, Javier Pastore, toute fraîche recrue du club, est présenté aux 40 048 spectateurs s'étant déplacés au Parc des Princes. Cinq des nouveaux Parisiens commencent le match : Salvatore Sirigu, Milan Biševac, Blaise Matuidi, Jérémy Ménez et Kevin Gameiro. Dès la 28e minute, Lorient obtient un coup franc. Yann Jouffre le tire et trouve Julien Quercia au deuxième poteau qui ouvre le score de la tête. Malgré une seconde période plus satisfaisante côté parisien, les Merlus l'emportent un but à zéro. Le PSG commence ainsi sa saison avec une défaite,.

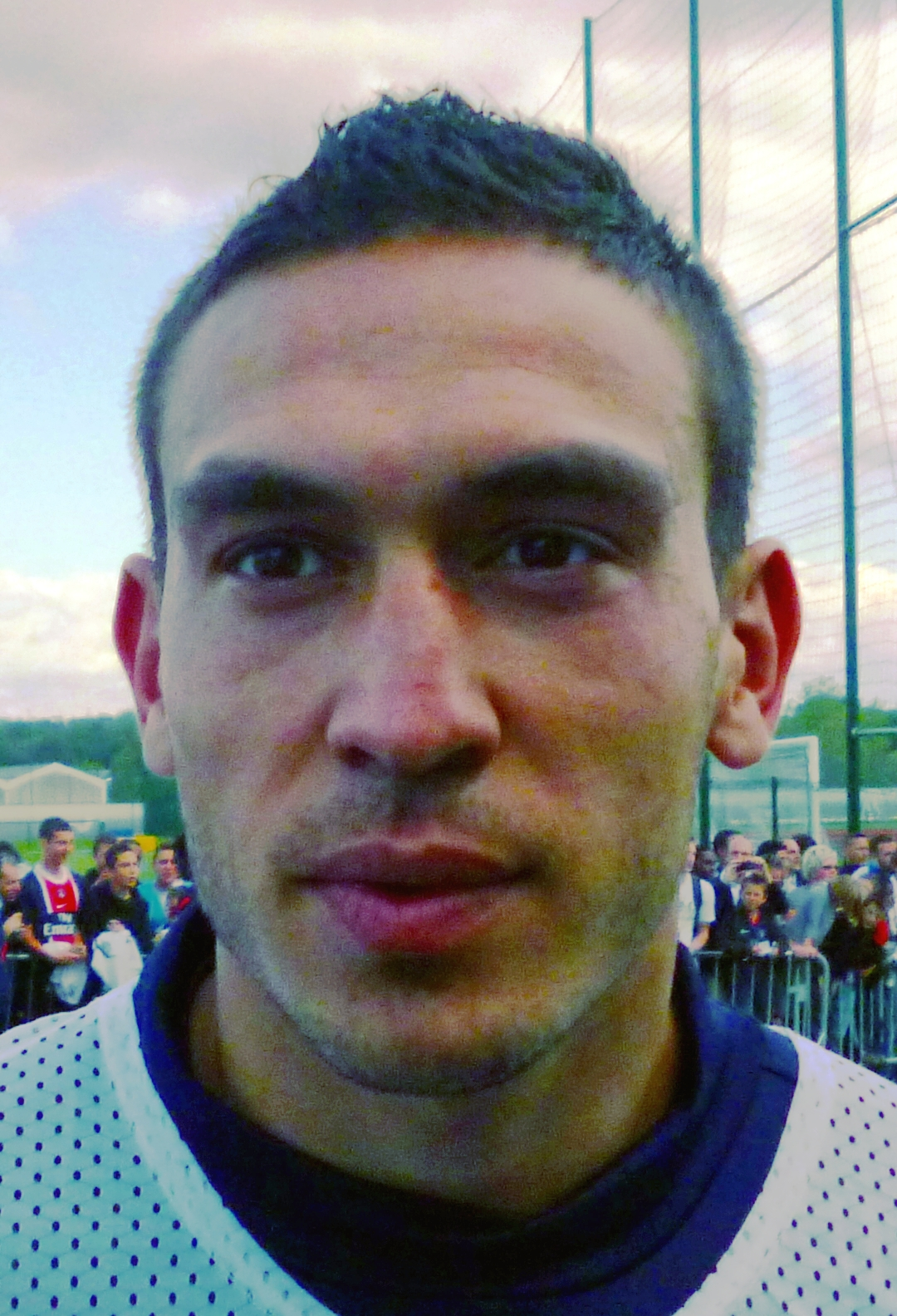
Mevlüt Erding est conservé à la suite de sa bonne prestation face à Toulouse.

Pour la rencontre suivante, le club se déplace au stade de la route de Lorient pour affronter les joueurs du Stade rennais. Le club de Rennes est alors en tête du classement à la suite d'une victoire 5 buts à 1 face au Dijon FCO. Dès la 27e minute, Sirigu effectue deux parades exceptionnelles sur des tentatives de Kana-Biyik et Boukari. Durant cette dernière action, Mamadou Sakho se blesse à la cuisse, ce qui écartera le capitaine parisien des terrains pendant deux mois. Il est remplacé par Camara. En seconde période, Sirigu repousse des occasions de Boukari et Pitroipa. Gameiro, servi par Ménez, effectue un plat du pied au ras du poteau, et ouvre le score à la 73e minute. Il s'agit du premier but officiel de la saison pour les Parisiens. C'est à deux minutes du temps additionnel que les Rennais égalisent par Jonathan Pitroipa, qui remonte la moitié de terrain sur un contre, finit seul face au gardien et gagne son face à face en le trompant du plat du pied. Le score final est d'un but partout.
Après sa victoire en Ligue Europa face à la formation luxembourgeoise de Differdange, Paris accueille le Valenciennes FC, club alors à égalité de points au classement. La domination est parisienne et Gameiro, servi par Ménez, ouvre le score d'une balle piquée dès la 39e minute. Rémi Gomis égalise de la tête dans le temps additionnel de la première mi-temps. En seconde période, l'arbitre siffle un pénalty en faveur des parisiens sur une main discutable de Ducourtioux, Nenê s'en charge et le marque. Le score final est de deux buts à un en faveur du club de la capitale.
Le Paris SG se déplace au Stadium de Toulouse pour affronter le Toulouse FC, alors deuxième du classement. En première période, Ménez, à l'entrée de la surface, tente une frappe croisée : le ballon heurte le poteau droit, frappe le deuxième montant et ressort (24e). Le Toulousain Étienne Capoue ouvre le score dès la 39e minute sur un corner tiré par Tabanou. En seconde période, Pastore adresse une passe en profondeur à Gameiro, qui égalise (56e). À la 87e minute, Mevlüt Erding remplace Gameiro. Ce remplacement est gagnant car Erding, servi par Pastore, inscrit un deuxième but pour Paris sur son premier ballon, puis sert Ménez qui inscrit un troisième but. Alors qu'un possible départ de Erding vers le Stade rennais était envisageable, Le PSG garde l'international turc dans son effectif à la suite de sa bonne prestation. Le Paris SG se trouve alors à la 3e place avec 7 points, comme 6 autres équipes.

#### Journées 5 à 8 - Conquête du podium

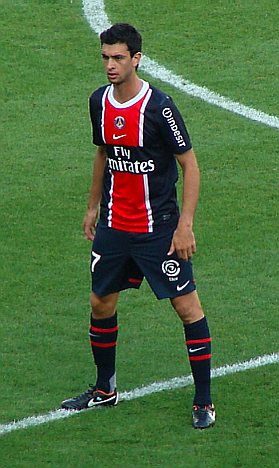
Javier Pastore remporte le trophée UNFP du joueur du mois de septembre.

Pour la cinquième journée, le Paris SG affronte le Stade brestois 29. Le défenseur uruguayen Diego Lugano dispute à cette occasion son premier match avec Paris. Les Brestois arrivent au Parc avec de bonnes intentions et sont aidés par les bonnes prestations de Steeve Elana, Jonathan Zebina et John Culma. Javier Pastore débloque finalement la situation à la 68e minute en inscrivant son premier but avec Paris, sur une passe décisive de Ménez, sa cinquième depuis le début de la saison. Le PSG enchaîne une troisième victoire d'affilée et Paris se positionne à la quatrième place du championnat,.
Les Parisiens affrontent ensuite Évian Thonon Gaillard. Le match démarre mal pour les rouges et bleus, encaissant deux buts d'entrée en l'espace de 8 minutes, le premier du joueur formé au PSG Jérôme Leroy, le deuxième sur un pénalty de Yannick Sagbo à la suite d'une faute d'Armand. Les parisiens réagissent juste avant la pause par l'intermédiaire de Javier Pastore et égalisent en fin de match grâce à Mathieu Bodmer. S'ils n'obtiennent pas leur quatrième succès consécutif (le septième toutes compétitions confondues), qui aurait été une première depuis la saison 1995-1996, ils confortent tout de même leur place dans le haut de tableau en étant cinquièmes au terme de cette sixième journée,,.
L'entraîneur parisien explique ainsi ce résultat nul :

« Il faut tordre le cou à l’idée selon laquelle on va battre tout le monde 5-0. En face il y a une bonne équipe qui travaille, un entraîneur qui fait son boulot, des joueurs motivés. Si vous ne respectez pas ça, si vous êtes un peu en retard dans les duels, ça donne ça. Mais la façon dont on a réagi, c’est bien. On s’est bien comporté dans la difficulté. »

— Antoine Kombouaré, le 18 septembre 2011.
Pour la septième journée, les joueurs de la capitale viennent à bout de l'OGC Nice grâce à deux pénaltys de Nenê et Kevin Gameiro contre un de l'argentin Fabián Monzón. Revenant de blessure, Christophe Jallet se fait expulser durant la partie après avoir écopé d'un deuxième carton jaune. Monzón subit le même sort en fin de partie.
Pour la huitième journée, le Paris Saint-Germain se déplace au Stade de la Mosson pour affronter le Montpellier HSC, alors leader du championnat. En première période, Gameiro ouvre le score sur un centre de Nenê. Tiéné effectue une transversale sur Pastore qui, d'une volée du droit, envoie la balle au fond des filets et permet au PSG de mener avant la pause. Dès la 80e, Tiéné dégage sa défense, le ballon trompe Jourdren qui est lobé, Pastore le devance et parvient à redresser le ballon pour marquer un doublé. Le score final est de trois buts à zéro,. Cette victoire permet aux Parisiens de prendre la tête du championnat, à égalité de points, de buts et de buts encaissés avec l'Olympique lyonnais, seul le classement du fair-play permettant de les départager. À noter que Mohamed Sissoko, de retour de blessure, a fait sa première apparition sous le maillot parisien au cours de ce match.

#### Journées 9 à 12 - Stabilisation à la première place
Les parisiens reçoivent l'Olympique lyonnais, équipe se trouvant elle aussi au sommet du classement, avec Toulouse. Paris remporte cette victoire grâce à des réalisations de Pastore, marquant dans un angle difficile à l'heure de jeu, et de Jallet, servi sur un coup-franc de Nenê en fin de match. Le score final est de deux buts à zéro.

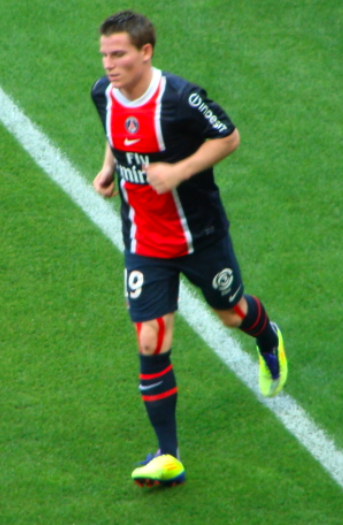
Kevin Gameiro inscrit un triplé face à Ajaccio.

L'AC Ajaccio, le promu corse, accueille le PSG au Stade François-Coty. Le capitaine parisien Mamadou Sakho revient de sa blessure. Très rapidement, les parisiens ouvrent le score sur un corner détourné par Armand sur Gameiro qui marque. Medjani égalise vingt minutes plus tard. En seconde période, Gameiro marque deux buts en l'espace de trois minutes, assisté par Sissoko et Chantôme, et le score final est de trois buts à un, avec le premier triplé de la saison pour un Parisien.
Face au Dijon FCO, Nenê marque un doublé. Le premier but est marqué avant la mi-temps, après une passe de Ménez, et le second est une frappe lointaine, aidée par le poteau. Le score final est de deux buts à zéro.
Après avoir été éliminé de la coupe de la Ligue, les parisiens accueillent le SM Caen. Ce sont les Caennais qui ouvrent la marque sur un corner tiré par Frédéric Bulot et détourné dans les filets parisiens par Thomas Heurtaux après 12 minutes de jeu. Rapidement, Nenê se retrouve seul face à Alexis Thébaux mais il est fauché par Benjamin Nivet. Le fautif est exclu et le pénalty est transformé par la star brésilienne. Le score reste de un partout à la pause. Ménez marque sur une passe en retrait de Gameiro. Celui-ci, poussé dans la surface, déclenche un second pénalty, marqué par Nenê. Sur un corner tiré par Bulot, Sirigu effectue une mauvaise sortie et Jerry Vandam permet à son équipe d’espérer revenir au score. En fin de match, Pastore creuse l'écart grâce à un centre de Jallet.

#### Journées 13 à 15 - La «crise de novembre»
Les parisiens se rendent au stade Jacques-Chaban-Delmas pour affronter les Girondins de Bordeaux. Après seulement dix minutes de jeu, sur un corner tiré par Nenê, Momo Sissoko ouvre le score de la tête. Les Bordelais réagissent rapidement, puisque trois minutes après l'ouverture du score, Yoan Gouffran égalise. Le match se termine sur le score de un partout.
Le PSG reçoit ensuite l'AS Nancy-Lorraine. Jean Calvé débloque le score en seconde période en trouvant la lucarne. C'est donc après 12 matchs sans défaites que le Paris SG tombe face aux Lorrains, alors relégables.
Les parisiens se rendent au stade Vélodrome à l'occasion du classico, face à l'Olympique de Marseille. Le match est difficile pour les Parisiens car après neuf minutes de jeu, les Phocéens ouvrent le score d'un but de Loïc Rémy. En seconde période, Morgan Amalfitano (65e) et André Ayew (84e) enfoncent le clou. Le PSG perd son deuxième match d'affilée dans la compétition.

#### Journées 16 à 19 - Champion d'automne
Le PSG reçoit l'AJ Auxerre. Après une première mi-temps vide, Christophe Jallet ouvre le score, servi par Ménez. Rapidement, Dennis Oliech tente une première frappe mais Sirigu repousse le ballon. L'attaquant Kényan récupère toutefois la balle et égalise. Nenê adresse ensuite un centre au deuxième poteau sur Ménez qui reprend le ballon de demi-volée pour inscrire le 2000e but du Paris Saint-Germain en Ligue 1. Par la suite, Nenê est déséquilibré par Cédric Hengbart dans la surface auxerroise, Nenê transforme le penalty. L'AJA réduit enfin l'écart sur un coup franc tiré par le Polonais Dariusz Dudka. Le match finit sur le score de trois buts à deux, une victoire rassurante après la « crise de novembre » qu'ont subie les parisiens.
Les Parisiens se déplacent ensuite au stade Auguste-Bonal pour affronter le FC Sochaux-Montbéliard. Gameiro marque dans un angle compliqué en trouvant le poteau l'unique but de la rencontre. Muet depuis cinq journées, le buteur parisien marque son neuvième but en championnat.
Après avoir terminé son parcours en Ligue Europa, Paris reçoit le Lille OSC, champions de France la saison passée. Le match finit sur un score nul.
Pour la 19e journée, les parisiens se déplacent au stade Geoffroy-Guichard pour affronter l'AS Saint-Étienne. En première mi-temps, sur un corner tiré par Nenê, Mathieu Bodmer, de la tête, trouve le poteau, mais Stéphane Ruffier détourne la balle dans son but. Malgré de bonnes occasions pour les deux équipes, le match termine sur le score de un à zéro. Le Paris Saint-Germain retrouve la première place, devant Montpellier, et devient champion d'automne.
Extrait du classement de Ligue 1 2011-2012 à la trêve hivernale
| Rang | Équipe             | Pts | J  | G  | N | P | Bp | Bc | Diff |
| ---- | ------------------ | --- | -- | -- | - | - | -- | -- | ---- |
| 1    | Paris SG           | 40  | 19 | 12 | 4 | 3 | 31 | 17 | +14  |
| 2    | Montpellier HSC    | 37  | 19 | 11 | 4 | 4 | 39 | 23 | +16  |
| 3    | Lille OSC          | 36  | 19 | 9  | 9 | 1 | 33 | 19 | +14  |
| 4    | Olympique lyonnais | 35  | 19 | 11 | 2 | 6 | 31 | 21 | +10  |
| 5    | Stade rennais      | 32  | 19 | 9  | 5 | 5 | 29 | 23 | +6   |

#### Trêve hivernale
| |  |  |
| Antoine Kombouaré (gauche) est remercié et remplacé par Carlo Ancelotti (droite) quelques jours plus tard. |  |  |

Au lendemain de la victoire du PSG contre l'AS Saint-Étienne permettant au club d’être champion d'automne, Antoine Kombouaré quitte le club, accompagné par son adjoint Yves Bertucci quelques jours plus tard,. Le 30 décembre 2011, l'italien Carlo Ancelotti, double vainqueur de la ligue des champions, devient le nouvel entraîneur du Paris Saint-Germain. L'Anglais Paul Clement qui était son adjoint à Chelsea, Claude Makelele et Angelo Castelazzi deviennent ses adjoints.
Lors de la trêve hivernale, l'arrière gauche brésilien du FC Barcelone Maxwell, le défenseur central Alex, Le gardien de but français Ronan Le Crom (sans club depuis son départ de l'AS Nancy-Lorraine), et l'italien Thiago Motta rejoignent le club. L'attaquant turc Mevlüt Erding est quant à lui transféré au Stade rennais. Loïck Landre est prêté au Clermont Foot.
Le 4 janvier 2012, Paris dispute un match amical face à l'AC Milan à Dubaï. Lors de ce match, Ancelotti, nouvel entraîneur du Paris SG, met en place son système de jeu qui a fait sa célébrité à Milan, le 4-3-2-1, la tactique dite du « sapin de Noël ». Paris perd sur le score d'un à zéro après un but en tout début de rencontre d'Alexandre Pato.
| Nom           | Nationalité | Transfert                       | Provenance/Destination | Division       |
| ------------- | ----------- | ------------------------------- | ---------------------- | -------------- |
| Arrivées      |             |                                 |                        |                |
| Maxwell       | Brésil      | Transfert (4 millions d'euros)  | FC Barcelone           | Liga BBVA      |
| Ronan Le Crom | France      | Libre                           |                        |                |
| Alex          | Brésil      | Transfert (5 millions d'euros)  | Chelsea FC             | Premier League |
| Thiago Motta  | Italie      | Transfert (10 millions d'euros) | Inter Milan            | Serie A        |
| Départs       |             |                                 |                        |                |
| Mevlüt Erding | Turquie     | Transfert (8 millions d'euros)  | Stade rennais          | Ligue 1        |
| Loïck Landre  | France      | Prêt                            | Clermont Foot          | Ligue 2        |

#### Journées 20 à 25

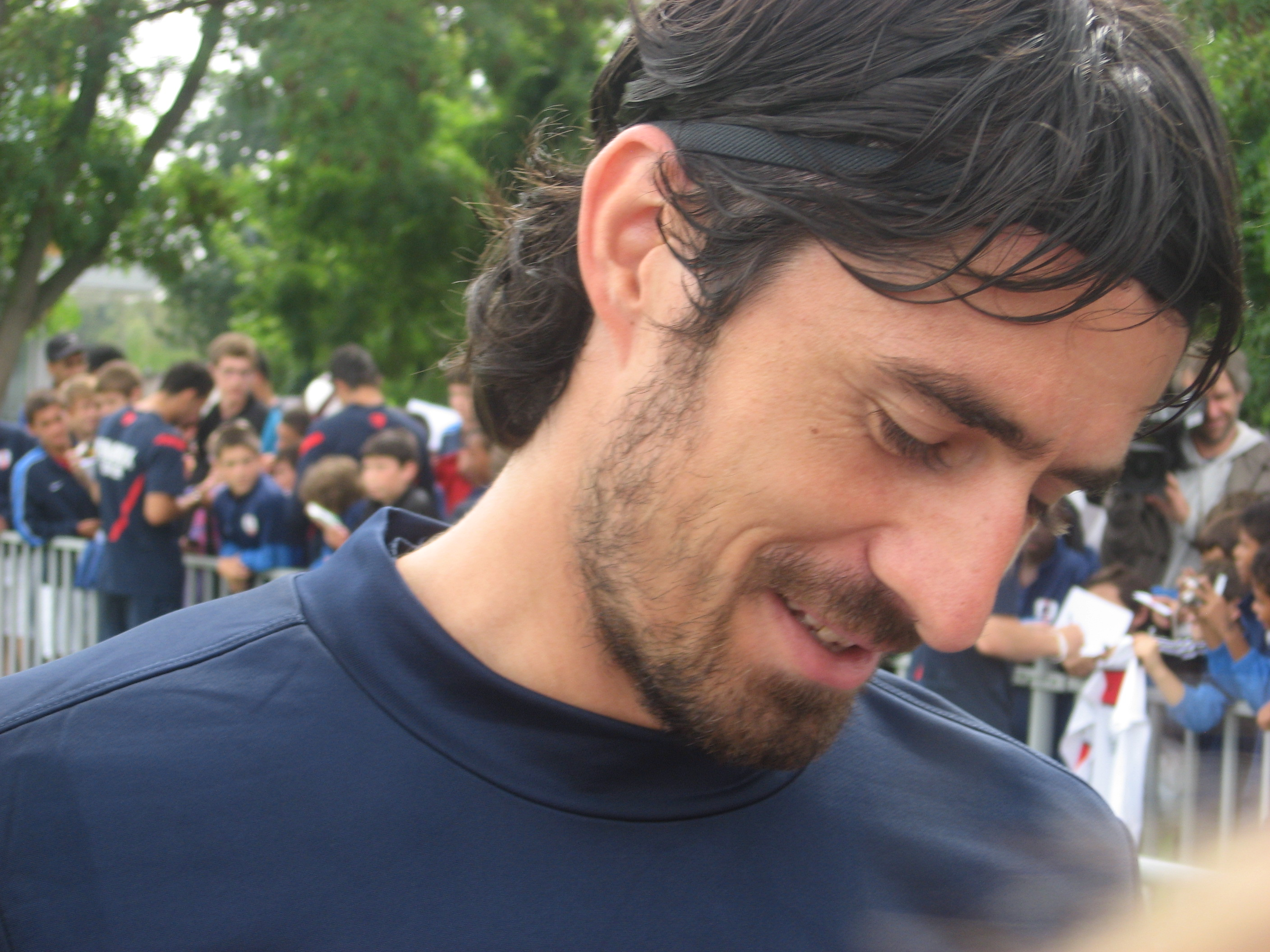
Milan Biševac remporte le trophée UNFP du joueur du mois de janvier.

Pour leur première rencontre de championnat en 2012, les hommes d'Ancelotti reçoivent le Toulouse FC. Milan Biševac, titularisé comme latéral droit, centre à ras de terre en direction de Nenê, seul au point de penalty. La frappe du brésilien est déviée par un défenseur toulousain, trompant Ahamada qui encaisse le but. En seconde période, Ménez lance Javier Pastore qui parvient à entrer dans la surface et marque du plat du pied le deuxième but parisien. Nenê, après s'être débarrassé de son défenseur d'un crochet du gauche, puis aggrave le score en inscrivant son deuxième but personnel. En fin de match, Daniel Braaten réduit l'écart pour porter le score final à 3 buts à 1.
Paris se déplace ensuite au stade Francis-Le Blé pour affronter le Stade brestois. Les rouges et bleus entrent biendans le match puisque dès la sixième minute, sur un corner tiré par Jallet, Milan Biševac ouvre le score du pied gauche. Malgré un tir de Bodmer finissant sur la barre transversale, le score reste de 1-0.
Une semaine après, le PSG affronte l'Évian TG au Parc des Princes. Malgré un tir de Ménez terminant sur le poteau, Ce sont les Savoyards qui ouvrent le score dans le temps additionnel de la première période sur corner marqué par Cédric Cambon. En deuxième mi-temps, après un une-deux avec Ménez, Nenê se retrouve seul face au gardien et tire, Andersen le repousse mais le but est validé, le ballon ayant complètement franchi la ligne. À la 78e minute, Ménez subit une faute dans la surface savoyarde, penalty. Nenê le tire et marque donc un doublé. En fin de match, après une première frappe de Nenê détournée par le gardien, Kevin Gameiro jaillit au second poteau et marque le but du 3-1.

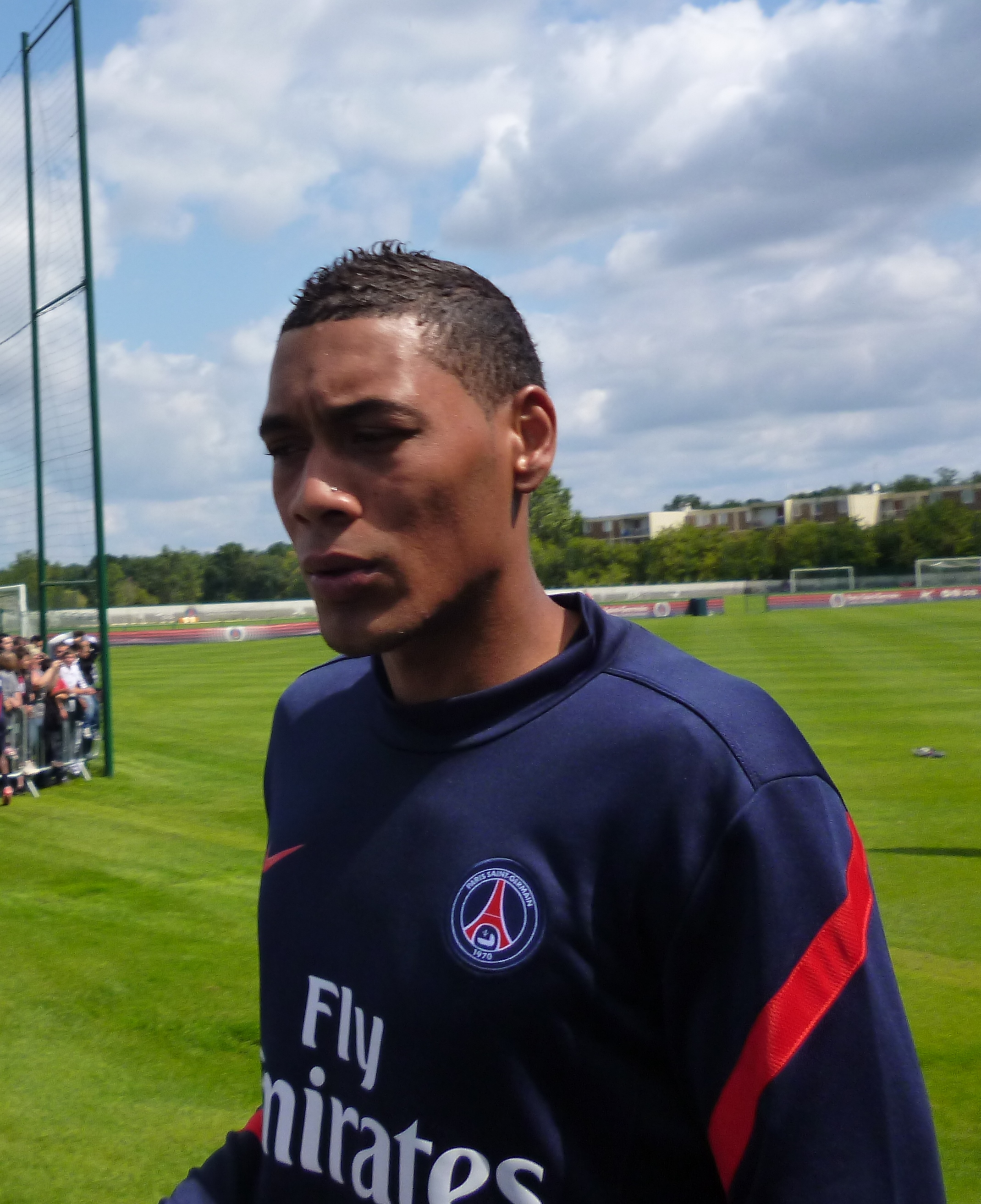
Guillaume Hoarau accroche le nul face à Montpellier et Lyon.

Au compte de la vingt-troisième journée, Paris se déplace au stade du Ray pour affronter l'OGC Nice, alors à la 19e place. Le défenseur Alex, arrivé lors du mercato hivernal, dispute à l'occasion son premier match sous ses nouvelles couleurs. Les deux équipes ne parviennent pas à ouvrir le score qui reste de zéro partout.
Revenant d'une victoire en coupe de France, le Paris Saint-Germain accueille le Montpellier HSC alors deuxième de Ligue 1, à la lutte pour la première place avec Paris depuis le début de la saison. Malgré la bonne entame des Montpelliérains, ce sont les Parisiens qui ouvrent le score. Sur un coup-franc de vingt-cinq mètres, Nenê décale du talon vers Alex qui tire en force dans la cage de Jourdren, une frappe chronométrée à 107 km/h. Dans le temps additionnel, les pailladins obtiennent un corner. Celui-ci est dégagé par la défense parisienne mais revient dans les pieds de Giroud qui trouve Hilton sur le côté. Ce dernier centre sur Younès Belhanda qui égalise de la tête. En seconde période, Giroud depuis le côté droit centre en direction de John Utaka qui marque le deuxième but de Montpellier de la tête. À la 88e minute, Ménez qui dribble les défenseurs puis passe en direction de Guillaume Hoarau qui pousse le ballon dans les buts. Le score final est de deux buts partout.
Le PSG se déplace ensuite au Stade de Gerland pour affronter l'Olympique lyonnais. Dès la 21e minute, Ménez, sur un coup-franc excentré à droite, parvient à servir Guillaume Hoarau s'étant démarqué à l'entrée de la surface, le Réunionnais ouvre le score. Sur un corner lyonnais, la défense du PSG repousse la balle vers l'adversaire, Källström trouve Bafétimbi Gomis qui d'une reprise de volée égalise (34e). Deux minutes après, Michel Bastos centre vers Lisandro López qui reprend du droit pour le deuxième but de l'OL. C'est ensuite Michel Bastos qui, après un corner dévié, reprend d'une volée finissant dans la lucarne de Sirigu. Dans le temps additionnel, Gonalons fait une faute sur Nenê dans la surface. Le brésilien se charge du penalty et porte le score à 3-2 à la mi-temps. En deuxième période, encore sur un corner, Jimmy Briand marque de la tête. Bien servi par Hoarau, Marcos Ceará, entré deux minutes plus tôt, réduit l'écart. Dans les toutes dernières secondes, Paris obtient un dernier coup-franc. Dans un premier temps repoussé, c'est finalement Bodmer qui trouve Hoarau dans la surface qui de la tête égalise et porte le score final à quatre buts partout.

#### Journées 26 à 30
Après trois matchs nuls d'affilée, les Parisiens accueillent l'AC Ajaccio. Javier Pastore, après avoir combiné avec Matuidi, entre dans la surface et trompe Ochoa d'une frappe du pied gauche dès la 27e minute. Deux minutes plus tard, Jérémy Ménez marque le second but d'une frappe enroulée qui passe sous la barre du but ajaccien. Avant la mi-temps les corses réduisent l'écart, Yoann Poulard profite du ballon repoussé dans ses pieds par la parade de Sirigu pour trouver la lucarne gauche. Nenê lance Guillaume Hoarau dans la profondeur qui, d'une frappe croisée à l'entrée de la surface, marque le troisième but parisien. C'est dans le temps additionnel que Tiéné centre vers Chantôme, démarqué, qui centre à ras de terre vers Nenê qui porte le score final à 4-1, permettant au PSG de retrouver la première place.
Paris se déplace au  stade Gaston-Gérard pour affronter pour la quatrième fois de la saison le Dijon FCO. Avant la mi-temps, Momo Sissoko se rend coupable d'un tacle à retardement sur Éric Bauthéac, l'arbitre expulse le milieu parisien. À l'aube de la seconde période, Guillaume Hoarau progresse dans la surface depuis le côté gauche, élimine son vis-à-vis, et centre devant le but en direction de Siaka Tiéné, titulaire en l'absence de Maxwell, qui ouvre le score du pied gauche. Mais Dijon réagit à la 76e minute : sur un corner tiré par Kakuta, Steven Paulle marque de la tête. Dans le temps additionnel, Dijon obtient un corner. La défense parisienne dégage et Ménez prend de vitesse la défense dijonnaise et décale Gameiro, entré un peu plus tôt, qui marque le but de la victoire sur le fil et porte le score à 1-2.
Paris se déplace la semaine suivante au stade Michel-d'Ornano pour affronter le SM Caen. Pour la quatrième fois consécutive, le Paris SG inscrit un but dans le temps additionnel.
Pour la 29e journée, le Paris SG affronte les Girondins de Bordeaux. Il faut attendre la demi-heure de jeu pour voir la première occasion. Sur un coup franc excentré de Nene, Alex se retrouve seul face au but mais croise trop sa tête. En seconde période, Jaroslav Plašil frappe sur la barre transversale. À la 77e, Nicolas Maurice-Belay se démarque d'une défense parisienne mal alignée et se retrouve face à Sirigu, jusque-là impassable. Il remet au Malien Cheick Diabaté qui marque dans le but vide. Les Parisiens réagissent et Mathieu Bodmer, fraîchement entré en jeu, talonne d'une touche de balle pour Guillaume Hoarau à l'entrée de la surface qui d'une frappe puissante du pied gauche égalise. Le PSG se retrouve à égalité de points avec Montpellier mais deuxième au classement, car devancé à la différence de buts.
En déplacement au stade Marcel-Picot de l'AS Nancy-Lorraine, Carlo Ancelotti procède à de nombreux changements dans son onze de départ. Malgré un début de match convaincant du côté du PSG, c'est sur une contre-attaque que les Nancéiens ouvrent la marque : Yohan Mollo depuis le côté gauche trouve Bakaye Traoré, Zoumana Camara glisse et le milieu Malien marque du pointu. Lossémy Karaboué envoie une frappe sur le sommet de la barre transversale. En seconde période, c'est depuis le côté gauche que Sylvain Armand trouve le capitaine d'un soir Momo Sissoko, qui de la tête égalise. Mais Nancy reprend l'avantage à la dernière minute et encore sur une contre-attaque, Benjamin Moukandjo, lancé en profondeur, temporise à l’angle de la surface et sert en retrait à Mollo qui contrôle et d'une frappe du gauche bat Sirigu.

#### Journées 31 à 34
Pour la 31e journée, Paris joue le classico à domicile face à un Olympique de Marseille fraîchement éliminé de la Ligue des Champions. Le match débute bien pour les Parisiens, sur une reprise de volée de Jallet contrée, Jérémy Ménez place un plat du pied droit précis qui trompe Mandanda après six minutes. En seconde période, un centre d'Azpilicueta vers la tête de Loïc Rémy qui remet vers André Ayew, qui décroise sa tête pour tromper Sirigu. Sur corner, Nenê centre au deuxième poteau pour Alex qui redonne l'avantage au PSG de la tête. Momo Sissoko reçoit un second carton jaune pour avoir insulté Alou Diarra, il prendra deux matches ferme et un match avec sursis. Le Paris Saint-Germain remporte donc le 78e PSG-OM.
Alors que Montpellier perd face Lorient quelques heures plus tôt, les Parisiens ont l'occasion de partager la première place en cas de victoire au stade de l'Abbé-Deschamps face à la lanterne rouge du championnat : l'AJ Auxerre. Nenê ouvre le score en première période d'une frappe croisée du pied gauche. Il va néanmoins rater une occasion déterminante lors d'un face à face avec le gardien auxerrois. Poussive en fin de match, l'AJA parvient à égaliser à la 86e minute après un cafouillage dans la surface, par le biais de son attaquant Anthony Le Tallec.
Le PSG affronte le week-end suivant le FC Sochaux-Montbéliard, alors dans la zone relégable. Javier Pastore fait son retour dans le onze de départ, en méforme sur ses derniers matchs. Après une succession de passes avec Thiago Motta, Pastore feinte Sébastien Corchia et marque du gauche dès la dès la 6e minute. L'international malien Modibo Maïga égalise cinq minutes après de la tête, bien servi par Marvin Martin. Si Maïga touche le poteau, quelques minutes après, Thiago Motta se montre créatif en reprenant d'une tête plongeante un coup-franc excentré de Nenê (25e). Jérémy Ménez porte le score à 3-1 avant la mi-temps en reprenant de la tête un centre de Tiéné. Nenê marque son cinquième doublé de la saison en quatre minutes (55e puis 59e), sur deux passes décisives du capitaine d'Ancelotti, Christophe Jallet. Remplaçant, Sylvain Armand marque dans les arrêts de jeu sur une passe de Nenê. Avec cette victoire de 6-1, le PSG dispose désormais d'une différence de buts de +28, tandis que Montpellier en a une de +29.
Le Paris Saint-Germain se déplace au Stadium Lille Métropole pour affronter le champion en titre, Lille OSC. Javier Pastore ouvre le score en seconde période d'une tête astucieuse. Mamadou Sakho, entré en cours de jeu à la suite d'une blessure de Biševac, prend un carton rouge et provoque un penalty en déséquilibrant Nolan Roux dans la surface avec son bras. Eden Hazard, meilleur joueur du championnat de la saison passée, transforme le penalty (71e). Nolan Roux marque le deuxième but lillois à dix minutes de la fin du match. La commission de discipline suspend Sakho pour un match ferme et un match avec sursis.

#### Journées 35 à 38

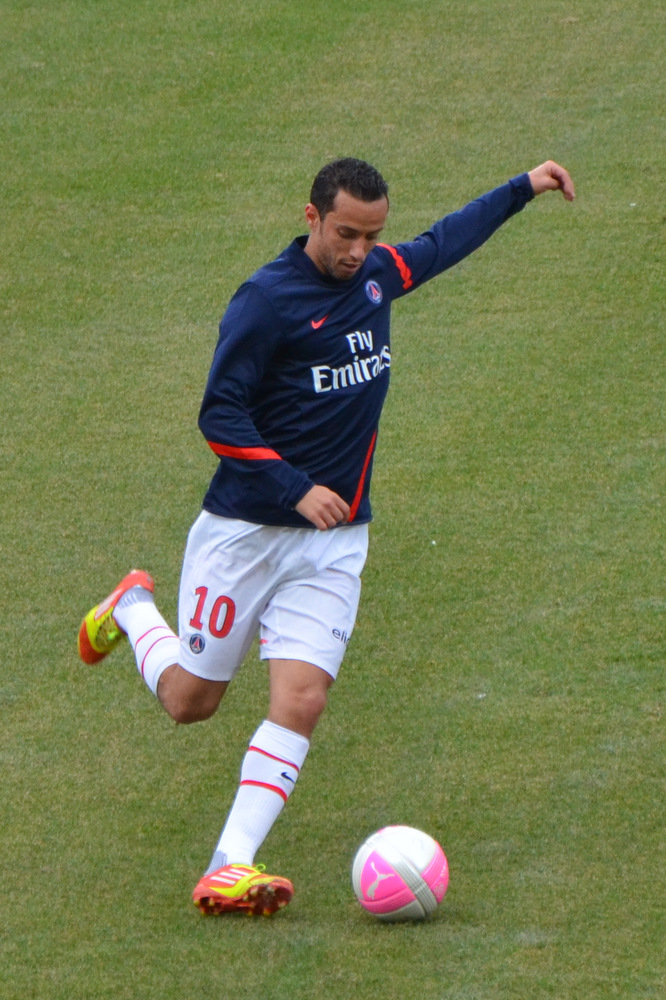
Nenê inscrit un triplé face au Stade rennais.

#### Classement et statistiques
Le Paris Saint-Germain termine le championnat à la deuxième place avec 23 victoires, 10 matchs nuls et 6 défaites. Une victoire rapportant trois points et un match nul un point, le PSG totalise 79 points soit trois de moins le Montpellier HSC, champion de France. Les Parisiens possèdent la meilleure attaque du championnat, la cinquième meilleure défense et la meilleure différence de buts à égalité avec le Montpellier HSC. Le Paris SG est la deuxième meilleure équipe à domicile du championnat (45 points), et meilleure à l'extérieur (34 points). Le club termine cependant à la 15e place du classement du classement du fair-play établi par la Ligue de football professionnel, avec 79 cartons jaunes et 4 cartons rouges.
Le Paris Saint-Germain est qualifié pour la phase de groupes de la Ligue des Champions 2012-2013 ainsi que le Montpellier HSC qui occupe la première place. Le Lille OSC, qui finit troisième, participera aux barrages de la compétition pour tenter d'accéder à la phase de groupes. L'Olympique lyonnais, vainqueur de la coupe de France, obtient sa qualification pour la phase de groupes de la Ligue Europa 2012-2013 alors que l'Olympique de Marseille, vainqueur de la coupe de la Ligue, ne se qualifie que pour le troisième tour de qualification de cette compétition. La dernière place qualificative pour cette compétition (barrages) revient au Girondins de Bordeaux, cinquième du championnat. La cinquième place qualificative s'explique par la victoire de l'OL en coupe de France. Les trois clubs relégués en Ligue 2 2012-2013 sont l'AJ Auxerre après trente-deux ans au plus haut niveau, le Dijon FCO qui n'aura fait qu'un court passage à ce niveau et le Stade Malherbe de Caen qui redescend après deux saisons en première division.
Extrait du classement de Ligue 1 2011-2012
| Rang | Équipe                | Pts | J  | G  | N  | P  | Bp | Bc | Diff |
| --- | --------------------- | --- | -- | -- | -- | -- | -- | -- | ---- |
| 1 | Montpellier HSC       | 82  | 38 | 25 | 7  | 6  | 68 | 34 | +34  |
| 2 | Paris SG              | 79  | 38 | 23 | 10 | 5  | 75 | 41 | +34  |
| 3 | Lille OSC             | 74  | 38 | 21 | 11 | 6  | 72 | 39 | +33  |
| 4 | Olympique lyonnais    | 64  | 38 | 19 | 7  | 12 | 64 | 51 | +13  |
| 5 | Girondins de Bordeaux | 61  | 38 | 16 | 13 | 9  | 53 | 41 | +12  |
| - Phase de groupes de la Ligue des Champions 2012-2013 - Barrages de la Ligue des Champions 2012-2013 - Phases de groupes de la Ligue Europa 2012-2013 - Barrages de la Ligue Europa 2012-2013 |                       |     |    |    |    |    |    |    |      |

### Coupe de France
La coupe de France 2011-2012 est la 95e édition de la coupe de France, une compétition à élimination directe mettant aux prises tous les clubs de football amateurs et professionnels à travers la France métropolitaine et les DOM-TOM. Elle est organisée par la FFF et ses ligues régionales.
Pour les trente-deuxièmes de finale, le Paris SG joue contre les bretons du Saint-Colomban Locminé, club évoluant en CFA 2. Le match est joué au Stade du Moustoir. Après une première mi-temps stérile, Pastore ouvre le score sur un ballon contré par le gardien locminois à l'heure de jeu. Lominé égalise sur un pénalty dû à une faute du capitaine Sakho après un tacle dans la surface. Le but est marqué par le béninois Gariga Abou Maïga. Lugano sauve Paris dans le temps additionnel de la tête.
Les parisiens se retrouvent encore une fois contre un club de CFA 2, le Sablé FC. Les saboliens commettent une faute entraînant un pénalty, marqué par Nenê. En seconde mi-temps, Gameiro marque le second but sur une passe de Ménez. Il marque un second but, cette fois ci servi pas Momo Sissoko. Nenê marque aussi son doublé dans le temps additionnel, sur un passe de Hoarau, auteur d'un bon pressing sur la défense. Le match finit sur le score de 4 à 0.
Le PSG se retrouve alors face au Dijon FCO, club les ayant privés de coupe de la Ligue quelques mois auparavant, mais la victoire est parisienne (1-0) grâce à un but de Nenê, profitant d'un erreur du gardien togolais Baba Tchagouni.
C'est à domicile que les parisiens jouent les quarts de finale face à l'Olympique lyonnais. Ayant pourtant ouverts le score sur un penalty litigieux tiré par Nenê, les Gones vont rapidement revenir au score avant la pause avec un coup-franc direct du suédois Kim Källström puis un but de Lisandro López sur une bonne passe de Källström. En seconde mi-temps, le PSG se procure quelques occasions, sans trouver les filets. Dans le temps additionnel, Jallet commet une faute grossière sur Michel Bastos, provoquant un penalty transformé par Bafétimbi Gomis. le score final est de trois buts à un pour les lyonnais.
C'est l'Olympique lyonnais qui remportera cette édition de la coupe de France en battant sur le score d'un but à zéro l'US Quevilly, équipe évoluant dans le championnat national.

### Coupe de la Ligue
La Coupe de la Ligue 2011-2012 est la 18e édition de la Coupe de la Ligue, compétition à élimination directe organisée par la Ligue de football professionnel (LFP) depuis 1994, qui rassemble uniquement les clubs professionnels de Ligue 1, Ligue 2 et National. Depuis 2009, la LFP a instauré un nouveau format de coupe plus avantageux pour les équipes qualifiées pour une coupe d'Europe.
Étant qualifié pour la Ligue Europa, le Paris Saint-Germain joue les huitièmes de finale de la Coupe de la Ligue. Les parisiens affrontent alors le Dijon FCO au stade Gaston-Gérard, équipe qu'ils affrontaient quatre jours auparavant en championnat (victoire 2-0). Les parisiens rentrent rapidement dans le match grâce à un coup-franc de Jean-Christophe Bahebeck (11e), et un but de Mevlüt Erding, assisté par Ménez. Les Dijonnais réagissent rapidement grâce à un penalty marqué par l'ex-parisien Younousse Sankharé (30e) sur une faute de l'uruguayen Diego Lugano, puis une frappe croisée de Florin Bérenguer (32e). En seconde mi-temps, c'est à l'heure de jeu que le guadeloupéen Brice Jovial inscrit le but de la victoire sur un penalty causé par une main de Zoumana Camara. Le score final est de trois à deux pour Dijon.
C'est finalement l'Olympique de Marseille qui remporte cette édition de la coupe de la Ligue en battant sur le score d'un but à zéro l'Olympique lyonnais.

### Ligue Europa
La Ligue Europa 2011-2012 est la troisième édition de la Ligue Europa, compétition européenne inter-clubs qui remplace la Coupe UEFA. Par rapport à cette dernière, la Ligue Europa offre des tours préliminaires élargis et une phase de groupes s'inspirant de la Ligue des Champions avec un mini-championnat aller-retour de 4 équipes. Les équipes sont qualifiées en fonction de leurs bons résultats en championnat ou coupe nationale. Le tenant du titre est le FC Porto, formation portugaise vainqueur face à un autre club Portugais, le SC Braga un but à zéro à l'Aviva Stadium de Dublin.

#### Parcours en Ligue Europa
Le PSG, tête de série lors du tirage au sort des barrages de la Ligue Europa grâce à son coefficient UEFA, doivent initialement affronter les Grecs de l'Olympiakos Volos, cinquièmes du championnat grec 2010-2011, qui se sont qualifiés pour les tours de barrages en disputant les deuxième (1-2 contre le FK Rad Belgrade) et troisième tours de qualification (0-6 contre le FC Differdange 03). Après l'exclusion du club grec par sa fédération à la suite des problèmes judiciaires liés à des matchs arrangés, les Luxembourgeois du FC Differdange 03, qui avaient été battus par les Grecs au tour précédent, sont repêchés,. La qualification est presque assurée à l'issue du premier match remporté joué au Stade Josy-Barthel quatre à zéro avec des réalisations de Kevin Gameiro (17e), Jean-Christophe Bahebeck (71e), Marcos Ceará (90e) et Jérémy Ménez dans le temps additionnel. Au match retour, Nenê ouvre le score après 64 minutes décevantes. Le jeune défenseur Yannick Afoun repousse un centre de Ménez dans son propre but permettant aux Parisiens de l'emporter deux à zéro. Le Paris SG cumule un score de 6-0 et se qualifie donc pour la phase de groupes.
Placé dans le premier chapeau, le PSG hérite d'un groupe composé de l'Athletic Bilbao, sixième du dernier championnat espagnol, du Red Bull Salzbourg, vice-champion du championnat autrichien lors de l'exercice précédent, et du Slovan Bratislava, champion de Slovaquie en 2010-2011 et repêché du troisième tour de qualification de la Ligue des Champions.
L'équipe parisienne commence mi-septembre sa phase de groupes à domicile en recevant le Red Bull Salzbourg, placé dans le chapeau 3 lors du tirage au sort. Nenê, sur un penalty obtenu par Ménez, ouvre le score. Juste avant la mi-temps, Mevlüt Erding adresse un centre à Mathieu Bodmer qui creuse l'écart d'une belle reprise de volée. En seconde mi-temps, Ménez enfonce le clou avec un troisième but (67e). Le Red Bull évite l'humiliation grâce à un but de la tête de l'Ougandais Ibrahim Sekagya en fin de match. Deux semaines plus tard, le PSG se rend au Stade San Mamés pour affronter les Leones de l'Athletic Bilbao. Le Paris SG obtient sa première défaite de sa campagne européenne. En une mi-temps, les locaux auront fait la différence en menant 2 à 0. Dès la vingtième minute, Óscar de Marcos adresse un centre à Igor Gabilondo qui ouvre le score d'une volée. Le second but du club Basque est signé Markel Susaeta d'une autre volée. En seconde période, l'expulsion de Momo Sissoko n'aide pas les Parisiens à s'en sortir. Alors que Paris partait favori face au Slovan Bratislava, les Parisiens finiront le match sur un score nul et les expulsions de Clément Chantôme et de Siaka Tiéné. Le Paris SG se retrouve à la deuxième place du groupe à égalité de points avec Salzbourg.
Pour la phase retour, Paris accueille d'abord le Slovan Bratislava et l'emporte cette fois grâce à un but de Pastore sur une volée à la réception d'un centre de Nenê. Alors à égalité de points avec le Red Bull Salzbourg, le PSG se déplace chez ces derniers à la Red Bull Arena. Jakob Jantscher ouvre le score pour le club Autrichien après vingt minutes, puis le Slovaque Dušan Švento réduit les espoirs Parisiens en portant le score final à 2-0. Cette défaite s'inscrit dans la continuité de la crise de novembre avec les défaites face à Nancy et Marseille. Pour leur dernier match européen, les Parisiens accueillent le leader du groupe, l'Athletic Bilbao, 37 114 ont fait le déplacement. Jon Aurtenetxe ouvre le score de la tête dès la troisième minute. Pastore redonne espoir au Parc en égalisant à la vingtième minute, puis Bodmer, de la tête, sur un corner tiré par Nenê. En seconde mi-temps, David López égalise pour Los leones. Nenê obtient un penalty, mais rate le cadre. Cinq minutes avant la fin du match Erding centre et Iñigo Pérez dévie la balle dans son propre but. En toute fin de match, Nenê est déséquilibré dans la surface, et un penalty est sifflé. Guillaume Hoarau, revenant d'une longue blessure, porte le score final à 4-2, n’empêchant pas une troisième place, synonyme de la fin de la campagne européenne des Parisiens.
| Rang | Équipe             | Pts | J | G | N | P | Bp | Bc | Diff |  | Résultats (▼ dom., ► ext.) |     |     |     |     |
| ---- | ------------------ | --- | - | - | - | - | -- | -- | ---- |  | -------------------------- | --- | --- | --- | --- |
| 1    | Athletic Bilbao    | 13  | 6 | 4 | 1 | 1 | 11 | 8  | +3   |  | Athletic Bilbao            |     | 2-2 | 2-0 | 2-1 |
| 2    | Red Bull Salzbourg | 10  | 6 | 3 | 1 | 2 | 11 | 8  | +3   |  | Red Bull Salzbourg         | 0-1 |     | 2-0 | 3-0 |
| 3    | Paris SG           | 10  | 6 | 3 | 1 | 2 | 8  | 7  | +1   |  | Paris SG                   | 4-2 | 3-1 |     | 1-0 |
| 4    | Slovan Bratislava  | 1   | 6 | 0 | 1 | 5 | 4  | 11 | -7   |  | Slovan Bratislava          | 1-2 | 2-3 | 0-0 |     |

Le chemin du Red Bull Salzbourg s'arrête en seizième de finale contre les Ukrainiens du Metalist Kharkiv (8-1, score cumulé aller-retour). L'Athletic Bilbao atteint en mai la finale de la compétition européenne, en éliminant notamment Manchester United et Schalke 04, et affronte l'Atlético de Madrid, qui remporte la Ligue Europa, en battant les Basques trois buts à zéro à l'Arena Națională de Bucarest.

#### Coefficient UEFA
De par ses résultats dans cette Ligue Europa, le PSG acquiert des points pour son coefficient UEFA, utilisé lors des tirages au sort des compétitions de l'UEFA. Une victoire rapportant deux points à ce coefficient et un match nul un point, le club récolte au total sept points. En ajoutant le cinquième du coefficient du championnat français, le coefficient UEFA du PSG est de 9,100 points pour la saison 2011-2012.
Ainsi à la fin de la saison, Paris apparaît à la 48e place (et quatrième équipe française) du classement du coefficient UEFA par clubs avec 45,835 points. Le Paris Saint-Germain est positionné entre les Anglais du Fulham FC, et les Néerlandais de l'AZ Alkmaar. Le FC Barcelone, Manchester United et Chelsea occupent le podium du classement.
| Rang 2012 | Rang 2011 | Évolution | Club              | 2007-2008 | 2008-2009 | 2009-2010 | 2010-2011 | 2011-2012 | Coefficient |
| --------- | --------- | --------- | ----------------- | --------- | --------- | --------- | --------- | --------- | ----------- |
| 1         | 2         | +1        | FC Barcelone      | 27,775    | 28,662    | 30,585    | 36,642    | 34,171    | 157,837     |
| 2         | 1         | -1        | Manchester United | 32,575    | 28,000    | 28,585    | 36,671    | 16,050    | 141,882     |
| 3         | 3         | =         | Chelsea           | 28,575    | 25,000    | 22,585    | 26,671    | 33,050    | 135,882     |
|           |           |           |                   |           |           |           |           |           |             |
| 46        | 37        | -9        | Spartak Moscou    | 13,250    | 7,950     | 1,233     | 20,183    | 3,450     | 46,066      |
| 47        | 51        | +4        | Fulham            | 3,575     | 3,000     | 26,585    | 3,671     | 9,050     | 45,882      |
| 48        | 38        | -10       | Paris SG          | 1,385     | 18,200    | 3,000     | 14,150    | 9,100     | 45,835      |
| 49        | 47        | -2        | AZ Alkmaar        | 7,000     | 1,266     | 9,883     | 7,233     | 18,720    | 44,103      |
| 50        | 33        | -17       | Rangers FC        | 22,050    | 0,375     | 6,533     | 12,720    | 2,050     | 43,728      |

Le recul de dix places au classement s'explique par le remplacement du coefficient de la saison 2006-2007 par le coefficient de la saison 2011-2012. En 2006-2007, le PSG réalise un parcours européen qui lui rapporte 16,300 points,.

### Matchs officiels de la saison
Le tableau ci-dessous retrace dans l'ordre chronologique les 55 rencontres officielles jouées par le Paris Saint-Germain durant la saison. Le club parisien a participé aux 38 journées du championnat ainsi qu'à quatre tours de Coupe de France, une rencontre en Coupe de la Ligue et huit matchs sur le plan européen, via la Ligue Europa. Les buteurs sont accompagnés d'une indication entre parenthèses sur la minute de jeu où est marqué le but et, pour certaines réalisations, sur sa nature (penalty ou contre son camp).
Le bilan général de la saison est de 32 victoires, 13 matchs nuls et 10 défaites.

## Joueurs et encadrement technique

### Encadrement technique

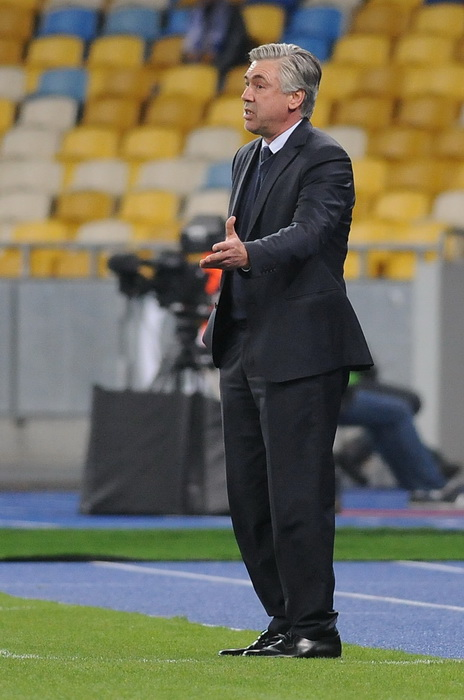
Carlo Ancelotti remplace Antoine Kombouaré à la mi-saison.

L'équipe est entraînée par deux entraîneurs différents durant la saison. Antoine Kombouaré, entraîneur de 47 ans, est en poste depuis l'été 2009, il est passé par le club Parisien en tant que joueur, défenseur central du PSG entre 1990 et 1995, il contribue au titre de champion de France 1993-1994. Il commence en 1999 sa carrière de technicien avec l'équipe réserve du Paris SG où il se montre convaincant. Pourtant ressenti pour succéder à Luis Fernandez, c'est finalement Vahid Halilhodžić qui est choisi pour entraîner Paris. Il entraîne le RC Strasbourg pour une saison puis rejoint le Valenciennes FC entre 2005 et 2009 avec qui il remporte la Ligue 2 2005-2006 et est récompensé du trophée du meilleur entraîneur de Ligue 2. Il rejoint le PSG en 2009 et est depuis assisté par Yves Bertucci.
Pourtant champion d'automne, Kombouaré est remplacé par l'italien Carlo Ancelotti durant la trêve hivernale. Ancien international italien, Ancelotti commence sa carrière d’entraîneur avec AC Reggiana pendant une saison, il amène le club en Serie A. Il entraîne ensuite par le Parme FC avec qui il devient vice-champion d'Italie. Carlo passe par la Juventus où il remporte notamment la Coupe Intertoto 1999. Il arrive en novembre 2001 à l'AC Milan où il remporte deux éditions de la Ligue des Champions en 2003 et 2007. En 2009, il rejoint les Londoniens du Chelsea FC avec qui il devient champion d'Angleterre.
L'Anglais Paul Clement, ayant travaillé avec Ancelotti à Chelsea, rejoint le club en même temps. Ayant pris sa retraite sportive en fin de la saison passée après avoir joué avec Paris depuis 2008, Claude Makelele est nommé entraîneur adjoint par l'Italien.
L'entraîneur des gardiens est Gilles Bourges, présent dans le staff du PSG depuis une saison.

### Effectif et encadrement
Trente joueurs composent l'effectif professionnel durant cette saison. Au poste de gardien de but, Salvatore Sirigu est le titulaire, Nicolas Douchez étant son suppléant tandis qu'Alphonse Areola est le troisième gardien et Ronan Le Crom le quatrième. Onze défenseurs sont présents dans l'effectif : les arrières centraux Mamadou Sakho, Milan Biševac, Zoumana Camara, Diego Lugano, Alex et Loïck Landre, les arrières droits Christophe Jallet et Marcos Ceará et les arrières gauches Siaka Tiéné, Sylvain Armand et Maxwell. Neuf milieux de terrain se partagent les postes. Les milieux défensifs sont Mathieu Bodmer, Blaise Matuidi, Mohamed Sissoko, Clément Chantôme et Thiago Motta tandis que les milieux offensifs sont Nenê, Javier Pastore, Neeskens Kebano et Jérémy Ménez. Enfin, six attaquants ont fait partie de l'effectif parisien: Kevin Gameiro, Guillaume Hoarau, Mevlüt Erding, Loris Arnaud, Jean-Christophe Bahebeck et Peguy Luyindula.
Le capitaine de l'équipe est le défenseur central Mamadou Sakho, puis Christophe Jallet en seconde partie de saison.

### Statistiques collectives
| Compétition       | Débute au tour | Termine          | Matches joués | Gagnés | Nuls | Perdus | Buts pour | Buts contre | Différence |
| ----------------- | -------------- | ---------------- | ------------- | ------ | ---- | ------ | --------- | ----------- | ---------- |
| Ligue 1           | -              | 2e               | 38            | 23     | 10   | 5      | 75        | 41          | +34        |
| Coupe de France   | 1/32 de finale | 1/4 de finale    | 4             | 3      | 0    | 1      | 8         | 4           | +4         |
| Coupe de la Ligue | 1/16 de finale | 1/16 de finale   | 1             | 0      | 0    | 1      | 2         | 3           | -1         |
| Ligue Europa      | Barrages       | Phase de groupes | 8             | 5      | 1    | 2      | 14        | 7           | +7         |
| Total             | -              | -                | 51            | 31     | 11   | 9      | 99        | 55          | +44        |

### Statistiques individuelles
| Passeur           | Total |
| ----------------- | ----- |
| Jérémy Ménez      | 16    |
| Nenê              | 14    |
| Javier Pastore    | 8     |
| Christophe Jallet | 5     |
| Guillaume Hoarau  | 3     |
| Mevlüt Erding     | 3     |
| 6 joueurs         | 2     |
| 6 joueurs         | 1     |

| Buteur           | Total |
| ---------------- | ----- |
| Nenê             | 27    |
| Javier Pastore   | 16    |
| Kevin Gameiro    | 14    |
| Jérémy Ménez     | 9     |
| Guillaume Hoarau | 6     |
| 2 joueurs        | 3     |
| 4 joueurs        | 2     |
| 4 joueurs        | 1     |

Le milieu offensif Luis Nenê est le joueur le plus utilisé de la saison avec 47 matchs joués sur 59 au total. Il est aussi le joueur le plus prolifique en termes de buts avec 27 réalisations, dont 21 en championnat, lui permettant de terminer ainsi second meilleur buteur de la Ligue 1, derrière Olivier Giroud qui bien qu'ayant inscrit le même nombre de buts, n'a inscrit seulement deux pénaltys, contre les neuf qu'il a marqué,. Il est suivi de l'Argentin Javier Pastore, auteur de 16 buts, dont 14 en championnat, terminant à la huitième place des buteurs de Ligue 1.
Pour ce qui est des passes décisives, Jérémy Ménez en réalise 16, dont 12 en championnat, se retrouvant derrière le belge Eden Hazard et Mathieu Valbuena, se classant ainsi troisième meilleur passeur. Nenê est juste derrière avec 14 passes dont 11 en championnat, se classant ainsi quatrième au classement des passeurs.
Le malien Momo Sissoko est expulsé à 3 reprises souvent à cause de l'engagement de ses tacles, et le record de cartons jaunes dans la saison est de 14 et est détenu par Jérémy Ménez.

### Joueurs prêtés
| Nat. | Nom                | Club en prêt   | Compétition | Championnat | Championnat | Championnat | Championnat  | Coupe nationale | Coupe nationale | Coupe nationale | Coupe nationale | Coupe continentale | Coupe continentale | Coupe continentale | Coupe continentale | Total | Total | Total  | Total        |
| Nat. | Nom                | Club en prêt   | Compétition | MJ          | B           | Averti      | Carton rouge | MJ              | B               | Averti          | Carton rouge    | MJ                 | B                  | Averti             | Carton rouge       | MJ    | B     | Averti | Carton rouge |
| ---- | ------------------ | -------------- | ----------- | ----------- | ----------- | ----------- | ------------ | --------------- | --------------- | --------------- | --------------- | ------------------ | ------------------ | ------------------ | ------------------ | ----- | ----- | ------ | ------------ |
|      | Granddi Ngoyi      | FC Nantes      | Ligue 2     | 20          | 1           | 2           | 1            | 0               | 0               | 0               | 0               | 0                  | 0                  | 0                  | 0                  | 20    | 1     | 2      | 1            |
|      | Éverton Santos     | Seongnam Ilhwa | K League    | 27          | 12          | 3           | 0            | 4               | 1               | 0               | 0               | 5                  | 3                  | 0                  | 0                  | 36    | 16    | 3      | 0            |
|      | Jean-Eudes Maurice | RC Lens        | Ligue 2     | 19          | 1           | 2           | 0            | 1               | 0               | 0               | 0               | 0                  | 0                  | 0                  | 0                  | 20    | 1     | 2      | 0            |
|      | Loïck Landre       | Clermont Foot  | Ligue 2     | 12          | 0           | 4           | 0            | 0               | 0               | 0               | 0               | 0                  | 0                  | 0                  | 0                  | 12    | 0     | 4      | 0            |

### Récompenses et distinctions

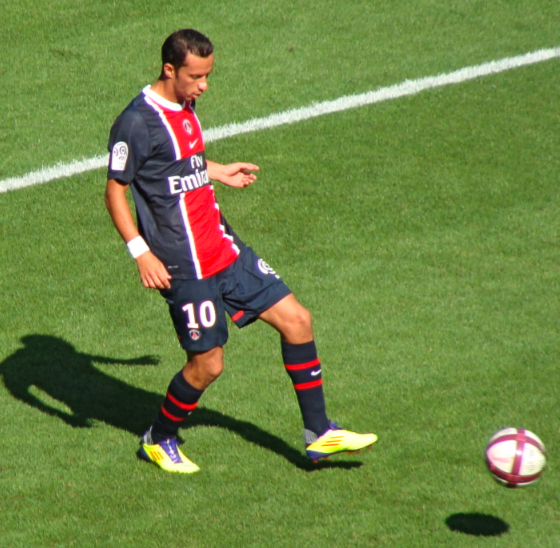
Nenê termine deuxième meilleur buteur du championnat et apparaît dans l'équipe type de la saison.

Au cours de la saison 2011-2012, l'Union nationale des footballeurs professionnels (UNFP) récompense chaque mois le meilleur joueur du championnat de France. Après une sélection de trois joueurs choisis par les médias sportifs, le public élit le joueur du mois avec des votes par SMS ou par Internet. Quatre parisiens ont été élus joueur du mois pendant cette saison : Javier Pastore en septembre, Nenê en octobre, Salvatore Sirigu en décembre et Milan Biševac en janvier.
Le 14 mai 2012, l'UNFP organise la remise des trophées UNFP du football, trophées nominatifs des meilleurs acteurs du football français pour la saison. Deux joueurs parisiens sont nommés dans deux catégories différentes. Nenê fait partie des nommés pour le prix du meilleur joueur de Ligue 1, Salvatore Sirigu pour le prix du meilleur gardien et Antoine Kombouaré, ayant fait du club champion d'automne et limogé en cours de saison, pour le prix du meilleur entraîneur, mais ils seront devancés respectivement pas Eden Hazard, Hugo Lloris et René Girard. Seul Nenê apparaît dans l'équipe type de la saison.
Mathieu Bodmer reçoit le Trophée Philippe Séguin, le récompensant de son investissement dans le club d'Évreux, sa ville natale.
En outre, Nenê termine deuxième meilleur buteur du championnat avec autant de buts qu'Olivier Giroud, mais termine derrière lui ayant marqué plus de pénaltys parmi les 21 buts qu'il a inscrit. Jérémy Ménez termine également troisième meilleur passeur du championnat avec 12 passes décisives, derrière Eden Hazard et Mathieu Valbuena ayant offert respectivement 15 et 13 dernières passes à leurs partenaires.

### Joueurs en sélection nationale

#### Équipe de France

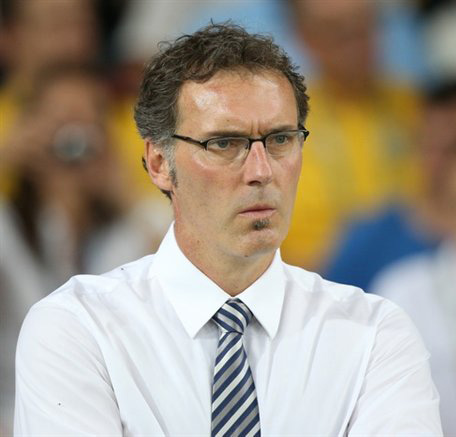
Laurent Blanc emmène l'équipe de France à l'Euro 2012

Le sélectionneur de l'équipe de France est Laurent Blanc, champion du monde 1998. Il atteint l'objectif que lui avait fixé la fédération et qui était la qualification directe de la France pour l'Euro 2012, le 11 octobre 2011 en tenant en échec un but partout la Bosnie-Herzégovine au stade de France.
Dès le premier match de la saison face au Chili, Jérémy Ménez et Kevin Gameiro entrent sur le terrain pour jouer les 25 dernières minutes, le score final est d'un partout. Blessé en début de saison, Mamadou Sakho n'est alors pas sélectionné pour jouer les matchs pour les éliminatoires de l'Euro 2012. Il sera appelé pour les matchs amicaux disputés face aux États-Unis et la Belgique.
Appelé puis forfait contre le Chili, Guillaume Hoarau est également un international régulier sous Blanc.
Laurent Blanc emmènera Blaise Matuidi et Jérémy Ménez à l'Euro 2012. Ménez marque son premier but en sélection face à l'Estonie, dernier match avant la compétition.
Il sera d'ailleurs titulaire contre l'Ukraine face à qui il marquera son deuxième but. L'équipe de France est alors qualifiée pour les quarts de finale malgré une défaite face à la Suède. Les Bleus affrontent alors l'Espagne, contre qui ils concéderont une défaite deux buts à zéro, Ménez entre à 25 minutes de la fin du match. Blessé, Blaise Matuidi n'aura pas joué de match durant l'Euro. Les Espagnols remporteront ensuite la compétition en battant l'Italie quatre buts à zéro.
Jérémy Ménez sera convoqué, avec ses coéquipiers Hatem Ben Arfa, Yann M'Vila et Samir Nasri, devant la commission de discipline de la FFF pour avoir manqué de respect à son capitaine Hugo Lloris.
| Joueurs        | Position  |        |  |  |  |        |        |        |        |        |        |        |  |        |        |        |
| Mamadou Sakho  | Défenseur |        |  |  |  |        |        | 90 min |        |        |        |        |  |        |        |        |
| Blaise Matuidi | Milieu    | 13 min |  |  |  |        |        |        |        |        |        |        |  |        |        |        |
| Jérémy Ménez   | Attaquant | 25 min |  |  |  | 90 min | 90 min | 17 min | 45 min | 75 min | 29 min | 17 min |  | 73 min | 13 min | 26 min |
| Kevin Gameiro  | Attaquant | 25 min |  |  |  | 29 min | 59 min |        |        |        |        |        |  |        |        |        |

#### Joueurs étrangers

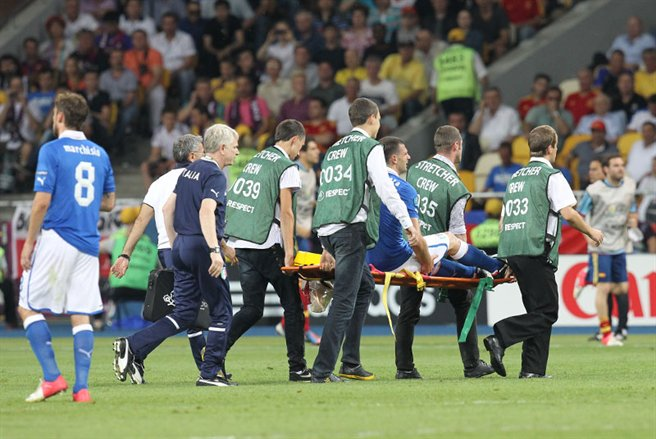
Thiago Motta n'aura seulement joué que quelques minutes de la finale de l'Euro.

Outre les Français, d'autres internationaux Parisiens jouent des compétitions majeures. C'est le cas de l'Ivoirien Siaka Tiéné qui dispute la coupe d'Afrique des nations 2012 se jouant du 21 janvier au 12 février au Gabon et en Guinée équatoriale. La Côte d'Ivoire se trouve dans le groupe B de la compétition et affronte le Soudan, le Burkina Faso et l'Angola.
Gagnant tous ses matchs lors de la phase de groupes, la Côte d'Ivoire se qualifie pour la phase finale et atteint la finale de la compétition face à la Zambie.
Les Éléphants perdent alors lors de la séance de tirs au but.
Siaka Tiéné joue deux matchs de phase de groupe, la demi-finale ainsi que la finale de la compétition, où il est en concurrence avec Arthur Boka avec qui il partage son temps de jeu.
L'équipe d'Italie dispute quant à elle l'Euro 2012. Salvatore Sirigu est deuxième dans la hiérarchie des gardiens derrière Gianluigi Buffon. Il n'aura joué aucun match et sera resté toute la compétition sur le banc. Thiago Motta, brésilien de naissance, a rejoint la Squadra Azzurra un an plus tôt. Titulaire lors des trois matchs de groupe, il aura une place de remplaçant durant la phase finale. Après avoir battu l'Angleterre et l'Allemagne, l'Italie se retrouve en finale face aux champions du monde en titre, les Espagnols. Ils subissent une lourde défaite (4-0). Motta entre en jeu mais se blesse très rapidement alors que tous les changements sont faits. L'Italie joue la fin du match à dix.
Milan Biševac n'est pas titulaire avec la Serbie, avec qui il n'aura joué qu'un match. Son équipe ne se qualifie pas pour l'Euro 2012. Diego Lugano est capitaine de l'équipe d'Uruguay. L'Uruguay a pour objectif de se qualifier pour la Coupe du monde de 2014. Il jouera tous les matchs de la saison, excepté un, et marque trois buts. Javier Pastore n'aura joué que trois matchs avec l'Argentine, qui a pour objectif de se qualifier pour la Coupe du monde de 2014. 
| Nom            | Éliminatoires Euro/CAN | Éliminatoires Euro/CAN | Éliminatoires Euro/CAN | Éliminatoires Euro/CAN | Euro/CAN | Euro/CAN    | Euro/CAN | Euro/CAN     | Éliminatoires Coupe du monde | Éliminatoires Coupe du monde | Éliminatoires Coupe du monde | Éliminatoires Coupe du monde | Matchs amicaux | Matchs amicaux | Matchs amicaux | Matchs amicaux | Total | Total       | Total  | Total        |
| Nom            | MJ                     | But inscrit            | Averti                 | Carton rouge           | MJ       | But inscrit | Averti   | Carton rouge | MJ                           | But inscrit                  | Averti                       | Carton rouge                 | MJ             | But inscrit    | Averti         | Carton rouge   | MJ    | But inscrit | Averti | Carton rouge |
| -------------- | ---------------------- | ---------------------- | ---------------------- | ---------------------- | -------- | ----------- | -------- | ------------ | ---------------------------- | ---------------------------- | ---------------------------- | ---------------------------- | -------------- | -------------- | -------------- | -------------- | ----- | ----------- | ------ | ------------ |
| Milan Biševac  | 1                      | 0                      | 0                      | 0                      |          |             |          |              |                              |                              |                              |                              |                |                |                |                | 1     | 0           | 0      | 0            |
| Diego Lugano   |                        |                        |                        |                        |          |             |          |              | 4                            | 2                            | 2                            | 0                            | 4              | 1              | 1              | 0              | 8     | 3           | 3      | 0            |
| Thiago Motta   |                        |                        |                        |                        | 5        | 0           | 2        | 0            |                              |                              |                              |                              | 2              | 0              | 0              | 0              | 7     | 0           | 2      | 0            |
| Javier Pastore | 2                      | 0                      | 0                      | 0                      |          |             |          |              |                              |                              |                              |                              | 1              | 0              | 0              | 0              | 3     | 0           | 0      | 0            |
| Siaka Tiéné    | 1                      | 0                      | 0                      | 0                      | 4        | 0           | 2        | 0            | 2                            | 0                            | 0                            | 0                            | 5              | 0              | 0              | 0              | 12    | 0           | 2      | 0            |

## Tactique
La tactique du PSG est revue à la suite du changement d’entraîneur à la mi-saison. Antoine Kombouaré utilise principalement un 4-2-3-1, pour quatre défenseurs, cinq milieux de terrain et un attaquant, tandis que Carlo Ancelotti préfère utiliser un 4-3-2-1, aussi appelé tactique en « sapin de Noël ». Il s'essayera au 4-2-3-1 mais reviendra au 4-3-2-1 après quelques matchs.

### Ère Kombouaré
| \| Sirigu Tiéné Sakho Lugano Ceará Bodmer Matuidi Ménez Pastore Nenê Gameiro \| Tactique sous Kombouaré. · (4-2-3-1) |
| Sirigu Tiéné Sakho Lugano Ceará Bodmer Matuidi Ménez Pastore Nenê Gameiro                                            |

Le gardien titulaire est l'international italien Salvatore Sirigu, ses bonnes prestations lui vaudront le trophée du joueur du mois de décembre.
En première partie de saison, la charnière centrale n'est pas définie. Solides dans les duels, Mamadou Sakho, Diego Lugano, Milan Biševac ou Zoumana Camara occupent ce poste. Le rôle de latéral est principalement occupé à droite par Marcos Ceará et Christophe Jallet, tandis que Siaka Tiéné et Sylvain Armand occupent le côté gauche. Ces postes sont considérés comme les plus faibles de l'équipe,.
Le milieu de terrain est composé principalement de Mathieu Bodmer et de Blaise Matuidi,.
En attaque, on retrouve un quatuor offensif composé de Javier Pastore, Luis Nenê, Jérémy Ménez et Kevin Gameiro,.

### Ère Ancelotti
| \| Sirigu Maxwell Alex Biševac Jallet Motta Sissoko Matuidi Pastore Nenê Ménez \| Tactique sous Ancelotti. · (4-3-3) |
| Sirigu Maxwell Alex Biševac Jallet Motta Sissoko Matuidi Pastore Nenê Ménez                                          |

## Aspects juridiques et économiques

### Structure juridique

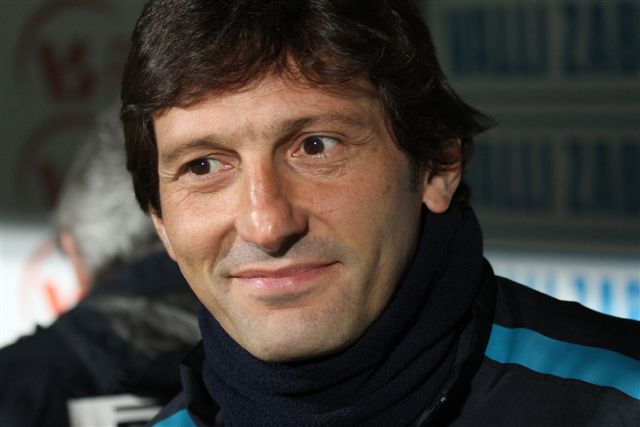
Leonardo, nouveau directeur sportif du club.

Durant la saison 2011-2012, le Paris Saint-Germain est bouleversé par le rachat de 70 % des parts du club par le fonds d'investissement Qatar Investment Authority à l'ancien actionnaire, Colony Capital. Le 6 mars 2012, QIA rachète les 30 % restants et devient donc propriétaire à 100 % du PSG.
Benoît Rousseau devient temporairement président du club à la suite du départ de Robin Leproux et le brésilien Leonardo rejoint le club en endossant le rôle de directeur sportif. Le 4 novembre 2011, Nasser Al-Khelaïfi devient officiellement le nouveau président directeur général du club tandis que Jean-Claude Blanc en devient le directeur général délégué.
Le 22 décembre 2011, au lendemain de la victoire du PSG contre l'AS Saint-Étienne, permettant au club d’être champion d'automne, Antoine Kombouaré quitte le club, accompagné par son adjoint Yves Bertucci quelques jours plus tard,.
Le 30 décembre 2011 pendant la trêve hivernale, l'italien Carlo Ancelotti, double vainqueur de la ligue des champions, devient le nouvel entraîneur du Paris Saint-Germain. L'Anglais Paul Clement qui était son adjoint à Chelsea, Claude Makelele et Angelo Castelazzi remplacent l'adjoint de Kombouaré, Yves Bertucci. Le physiothérapeute Giovanni Mauri, qui travaille depuis 2001 avec Ancelotti, arrive également pour diriger les préparateurs physiques du club en lieu et place de Raphaël Fèvre qui passe désormais sous ses ordres. Les autres membres du staff sont conservés, notamment l'entraîneur des gardiens Gilles Bourges qui est tenu en haute estime par Salvatore Sirigu.
| Direction | Administratif | Sportif |
| --- | --- | --- |
| Président : Benoît Rousseau (intérim.) Nasser Al-Khelaïfi Directeur général délégué : Jean-Claude Blanc Directeur général : Philippe Boindrieux Président de l'association : Simon Tahar Directeur sportif : Leonardo | Directeur marketing : Michel Mimran Directeur financier : Thomas Jacquemier Directeur des relations avec les supporters : Jean-Philippe D'Hallivillée Responsable des événements : Pierre-Octave Arrighi Responsable juridique : Romain Voillemot Responsable ressources humaines : Céline Viguier | Entraîneur : Antoine Kombouaré Carlo Ancelotti Entraîneurs adjoints : Yves Bertucci Claude Makelele et Paul Clement Entraîneur des gardiens : Gilles Bourges Directeur du centre de formation : Bertrand Reuzeau Directeur médical : Éric Rolland Préparateurs physique : Giovanni Mauri, Raphaël Fèvre, Denis Lefèbve, Simon Colinet et Davide Ancelotti |

### Éléments comptables
Le budget prévisionnel du Paris Saint-Germain s'élève à 150 millions d'euros, soit une évolution de 70 millions d'euros relativement à la saison passée.
Paris touche 43,2 millions d'euros pour les droits télévisuels ce qui est le deuxième total de la Ligue 1. Ils se décomposent de 12,7 millions d'euros de part fixe, 13,6 millions d'euros au titre de la notoriété et 1,1 million au titre du résultat des cinq dernières saison et touche 15,8 millions d'euros au titre de la saison en cours.
Extrait du compte de résultat du Paris Saint-Germain en millions d'euros
| Produits | Produits | Produits | Produits | Produits | Produits | Produits | Charges | Charges | Charges | Charges | Rés. net |
| Matchs   | Spons.   | Subv.    | TV       | Merch.   | Mut.     | Total    | Rémun.  | Mut.    | Aut.    | Total   | Rés. net |
| -------- | -------- | -------- | -------- | -------- | -------- | -------- | ------- | ------- | ------- | ------- | -------- |
| 25,3     | 24,6     | nc       | 47,0     | nc       | 2,6      | 222,4    | 117,3   | 41,0    | 55,6    | 214,0   | -5,4     |

Légende : Matchs = recettes matchs avec billetterie, Spons. = sponsors et publicités, Subv. = subventions des collectivités, TV = droits audiovisuels, Merch. = merchandising, Mut. = mutations, Rémun. = rémunérations du personnel, Aut. = autres charges, Rés. net = résultat net.

### Équipementiers et sponsors

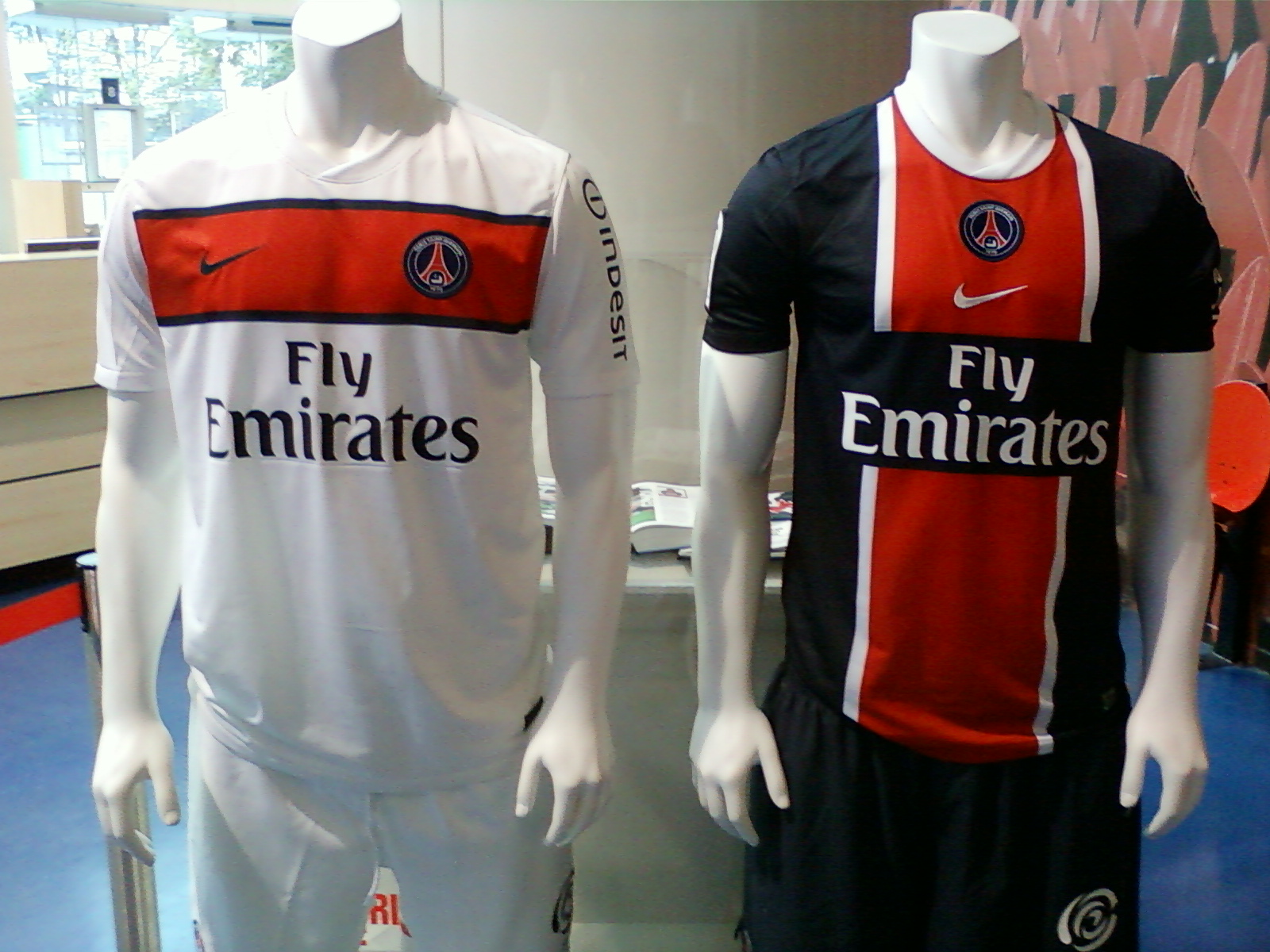
Maillots extérieur (blanc) et domicile (bleu) de la saison 2011-2012.

La tenue est encore cette année fournie par l'équipementier Nike. Cette 
association dure depuis 1989.
Nous retrouvons comme partenaires :
- la compagnie aérienne Fly Emirates, en sponsor principal du maillot.
- l'entreprise de fabrication d'électroménager Indesit, sur la manche gauche du maillot.
- le site de poker en ligne Winamax, sur le derrière du maillot.
- le groupe français de restauration Elior, sur le short.

Le maillot domicile reprend les codes de celui créé par le couturier Daniel Hechter dans les années 1970.

## Affluence et télévision

### Affluence
814 760 personnes ayant assisté aux 19 rencontres de championnat du Paris Saint-Germain au Parc des Princes, l'affluence moyenne du club à domicile est de 42 882 spectateurs. Il s'agit de la première affluence du championnat, suivi par l'Olympique de Marseille (40 445) et l'Olympique lyonnais (33 067),. Le club parisien détient le troisième taux de remplissage à domicile du championnat avec 90,4 % et le deuxième à l'extérieur avec 86 %. Le record en championnat d'affluence de la saison à domicile est réalisé lors de la 31e journée, lors du classique contre l'Olympique de Marseille. 46 252 spectateurs assistent à la victoire parisienne (2-1) face à leurs rivaux.
En coupe de France, le PSG reçoit l'Olympique lyonnais devant 42 175 spectateurs. En Ligue Europa, les affluences pour cette compétition oscillent entre 15 194 pour la venue du FC Differdange et 37 114 spectateurs pour la réception du Athletic Bilbao.
Affluence du Paris SG à domicile,

### Retransmission télévisée
Le groupe Canal+ est le diffuseur majoritaire de la Ligue 1 2011-2012 et verse 465 millions d'euros de droits télévisuels à la Ligue de football professionnel (LFP). En plus de la retransmission des rencontres du championnat par son service Foot+, Canal+ dispose de tous les matchs du dimanche soir dont les dix plus belles affiches de la saison, du multiplex pour les 1re, 20e, 37e et 38e journées et des magazines footballistiques (Jour de foot, Les Spécialistes, Canal Football Club). Orange obtient les droits pour l'affiche du samedi soir, les matchs de l'après-midi en direct sur mobile et un magazine en vidéo à la demande sur internet, le tout pour un montant de 203 millions d'euros.
Le Paris SG est le club le plus diffusé avec 20 rencontres de championnat retransmises en tant qu'affiches de la journée. La rencontre de Ligue 1 du PSG la plus suivie a été la confrontation contre l'Olympique de Marseille au Stade Vélodrome. Avec 2,34 millions de téléspectateurs, ce derby offre à Canal+ la meilleure audience pour une rencontre de Ligue 1 de la saison.
Les droits télévisés versés par la LFP au PSG au terme de la saison s'élèvent à 43 millions d'euros, ce qui classe le club au deuxième rang des clubs ayant le plus de retombé financière télévisuelle.

## Équipe réserve
L'équipe réserve du Paris Saint-Germain sert de tremplin vers le groupe professionnel pour les jeunes du centre de formation du camp des Loges ainsi que de recours pour les joueurs de retour de blessure ou en manque de temps de jeu. Elle est entraînée par Franck Rizzetto, remplaçant Bertrand Reuzeau qui devient directeur du centre de formation.
Pour la saison 2011-2012, elle évolue dans le groupe A du championnat de France amateur, soit le quatrième niveau de la hiérarchie du football en France. Après une huitième place obtenue l'année précédente dans le groupe B, les parisiens finissent à la quatorzième place. La réserve parisienne est déplacée dans le groupe B de CFA pour la saison 2012-2013.
Le meilleur buteur de la réserve parisienne est le guinéen Mohamed Diarra issu de la formation du club avec 5 réalisations.
| Rang                                                            | Équipe             | Pts | J  | G  | N  | P  | Bp | Bc | Diff |
| --------------------------------------------------------------- | ------------------ | --- | -- | -- | -- | -- | -- | -- | ---- |
| 12                                                              | AS Poissy          | 72  | 34 | 7  | 17 | 10 | 43 | 47 | -4   |
| 13                                                              | Valenciennes FC R  | 72  | 34 | 11 | 5  | 18 | 44 | 52 | -8   |
| 14                                                              | Paris SG R         | 69  | 34 | 8  | 11 | 15 | 32 | 38 | -6   |
| 15                                                              | UJA Alfortville    | 66  | 34 | 7  | 11 | 16 | 36 | 55 | -19  |
| 16                                                              | US Sénart-Moissy   | 65  | 34 | 6  | 13 | 15 | 22 | 45 | -23  |
| 17                                                              | Villemomble Sports | 64  | 34 | 6  | 12 | 16 | 24 | 47 | -23  |
| 18                                                              | CS Avion           | 59  | 34 | 5  | 10 | 19 | 34 | 57 | -23  |
| - Relégation en CFA 2 2012-2013 - Rétrogradation administrative |                    |     |    |    |    |    |    |    |      |